# Nati nel 1895
| Questa pagina contiene informazioni ricavate automaticamente dalle voci biografiche con l'ausilio del template Bio e di un bot. L'aggiornamento è periodico e automatico e ricostruisce completamente la pagina. Se manca una persona in questa lista, sei pregato di non aggiungerla, ma accertati piuttosto che la sua voce biografica contenga il template Bio e che i dati anagrafici siano correttamente compilati. Se il template Bio manca, inseriscilo tu stesso o, in alternativa, metti l'avviso {{tmp\|Bio}} che ne segnala la mancanza. Se i dati riportati sono sbagliati, correggi direttamente la voce biografica; le modifiche saranno visibili in questa lista entro pochi giorni. Per chiarimenti vedi il progetto biografie. La lista contiene solo le 1.383 persone che sono citate nell'enciclopedia e per le quali è stato implementato correttamente il template Bio. Pagina aggiornata al 18 ago 2025. |

## Gennaio(100)
- 1º gennaio - János Baar, allenatore di calcio e calciatore austriaco
- 1º gennaio - J. Edgar Hoover, funzionario statunitense († 1972)
- 1º gennaio - Nino Marchesini, attore italiano († 1961)
- 1º gennaio - Luigi Pirelli, vescovo cattolico italiano († 1964)
- 1º gennaio - Amilcare Rossi, politico italiano († 1977)
- 1º gennaio - Giuseppe Veronesi, aviatore italiano († 1964)
- 2 gennaio - Folke Bernadotte, politico, diplomatico e filantropo svedese († 1948)
- 2 gennaio - Hamilton Alexander Rosskeen Gibb, orientalista e arabista scozzese († 1971)
- 2 gennaio - Gustav Leffers, militare e aviatore tedesco († 1916)
- 2 gennaio - Harry Svendsen, nuotatore norvegese († 1960)
- 2 gennaio - Manfredi Talamo, militare italiano († 1944)
- 3 gennaio - Giovanni De Alessandri, militare italiano († 1937)
- 3 gennaio - Borys Ljatošyns'kyj, direttore d'orchestra e compositore ucraino († 1968)
- 3 gennaio - Alma Taylor, attrice inglese († 1974)
- 4 gennaio - Milly Dandolo, scrittrice, poetessa e traduttrice italiana († 1946)
- 4 gennaio - Gustav Klucis, artista e fotografo lettone († 1938)
- 4 gennaio - Antonio Romano, politico italiano († 1976)
- 5 gennaio - Sybille Binder, attrice austriaca († 1962)
- 5 gennaio - Salvatore Cambosu, scrittore e giornalista italiano († 1962)
- 5 gennaio - Rebecca Lancefield, microbiologa statunitense († 1981)
- 5 gennaio - Benigno Dalmazzo, calciatore italiano († 1916)
- 5 gennaio - William Dzus, ingegnere ucraino († 1964)
- 5 gennaio - Alberto Massimino, ingegnere italiano († 1975)
- 5 gennaio - A. Edward Sutherland, regista, attore e produttore cinematografico statunitense († 1973)
- 6 gennaio - Tom Fadden, attore statunitense († 1980)
- 6 gennaio - George Howard, XI conte di Carlisle, militare inglese († 1963)
- 6 gennaio - Rita Montagnana, politica italiana († 1979)
- 7 gennaio - Marie-Dominique Chenu, teologo francese († 1990)
- 7 gennaio - Lucillo Grassi, pittore italiano († 1971)
- 7 gennaio - Clara Haskil, pianista rumena († 1960)
- 8 gennaio - Nicola Angelini, politico e avvocato italiano († 1966)
- 8 gennaio - Max Brand, calciatore svizzero († 1973)
- 9 gennaio - Monsieur Chouchani, rabbino e filosofo francese († 1968)
- 9 gennaio - Franco Di Ciaula, regista teatrale e regista italiano († 1963)
- 9 gennaio - Temple Fay, neurologo statunitense († 1963)
- 9 gennaio - Greta Johansson, tuffatrice e nuotatrice svedese († 1978)
- 9 gennaio - Michail Kozlov, allenatore di calcio, calciatore e arbitro di calcio sovietico († 1964)
- 9 gennaio - Lucian Truscott, generale statunitense († 1965)
- 9 gennaio - Alfredo Zerbini, poeta italiano († 1955)
- 10 gennaio - Enrico Rocca, giornalista, scrittore e traduttore italiano († 1944)
- 11 gennaio - Renzo Chierici, generale e prefetto italiano († 1943)
- 11 gennaio - Laurens Hammond, ingegnere, progettista e inventore statunitense († 1973)
- 11 gennaio - Kenji Imai, architetto e docente giapponese († 1987)
- 11 gennaio - Johann Risztics, aviatore austro-ungarico († 1973)
- 11 gennaio - Leonildo Tarozzi, politico e giornalista italiano († 1980)
- 12 gennaio - Paolo Venini, vetraio, designer e imprenditore italiano († 1959)
- 12 gennaio - Gennaro Villelli, politico e giornalista italiano († 1958)
- 13 gennaio - Fortunio Bonanova, baritono e attore spagnolo († 1969)
- 13 gennaio - Mario Cappello, cantautore italiano († 1954)
- 13 gennaio - Tiziano Tessitori, politico italiano († 1973)
- 14 gennaio - Harry Hardy, calciatore inglese († 1969)
- 14 gennaio - Rudolf Soutschek, allenatore di calcio e calciatore austriaco († 1960)
- 15 gennaio - Jean Charbonneaux, archeologo francese († 1969)
- 15 gennaio - Georgi Kasabov Milev, poeta, critico letterario e pittore bulgaro († 1925)
- 15 gennaio - Artturi Ilmari Virtanen, chimico finlandese († 1973)
- 16 gennaio - Helene Lauterböck, attrice austriaca († 1990)
- 16 gennaio - Rodolfo Lipizer, violinista, compositore e direttore d'orchestra italiano († 1974)
- 16 gennaio - Euripidīs Mpakirtzīs, militare greco († 1947)
- 16 gennaio - Nat Schachner, scrittore statunitense († 1955)
- 17 gennaio - Carlo De Vecchi, calciatore italiano († 1970)
- 17 gennaio - Friedrich Frisius, ammiraglio tedesco († 1970)
- 17 gennaio - Francesco Mattea, arbitro di calcio italiano († 1973)
- 17 gennaio - Michail Ruščinskij, calciatore sovietico († 1942)
- 18 gennaio - Johannes Mattfeld, botanico tedesco († 1951)
- 18 gennaio - Giuseppe Raffeiner, politico italiano († 1974)
- 19 gennaio - Isamu Chō, generale giapponese († 1945)
- 19 gennaio - Károly Fogl, allenatore di calcio e calciatore ungherese († 1969)
- 19 gennaio - Vincenzo Pacifici, storico italiano († 1944)
- 20 gennaio - Roscoe Ates, attore statunitense († 1962)
- 20 gennaio - Wilhelm Crisolli, generale tedesco († 1944)
- 20 gennaio - Gábor Szegő, matematico ungherese († 1985)
- 21 gennaio - Cristóbal Balenciaga, stilista spagnolo († 1972)
- 21 gennaio - Daniel Chalonge, astronomo e astrofisico francese († 1977)
- 21 gennaio - Noe Itō, anarchica e scrittrice giapponese († 1923)
- 21 gennaio - Virgilio Marchi, pittore, scenografo e architetto italiano († 1960)
- 22 gennaio - Plínio Salgado, politico, scrittore e teologo brasiliano († 1975)
- 23 gennaio - Raymond Griffith, attore, produttore cinematografico e sceneggiatore statunitense († 1957)
- 24 gennaio - Giuseppe Brotzu, medico, farmacologo e politico italiano († 1976)
- 24 gennaio - Albert Divo, pilota automobilistico francese († 1966)
- 24 gennaio - Hans Fischböck, banchiere e politico austriaco († 1967)
- 24 gennaio - Alfredo Ghezzi, artista italiano († 1972)
- 25 gennaio - Eduard Imhof, cartografo e docente svizzero († 1986)
- 25 gennaio - Paolo Marella, cardinale e arcivescovo cattolico italiano († 1984)
- 25 gennaio - Hans Traut, generale tedesco († 1974)
- 26 gennaio - Luigi Cadorin, militare italiano († 1940)
- 26 gennaio - Cesare Magistrini, ufficiale e aviatore italiano († 1958)
- 26 gennaio - Domenico Marchetti, calciatore italiano
- 26 gennaio - Karel Steiner, calciatore cecoslovacco († 1934)
- 27 gennaio - Buddy DeSylva, compositore, paroliere e produttore discografico statunitense († 1950)
- 27 gennaio - Violet Heming, attrice britannica († 1981)
- 27 gennaio - Joseph Rosenstock, direttore d'orchestra statunitense († 1985)
- 27 gennaio - Harry Ruby, compositore statunitense († 1974)
- 28 gennaio - Veronika Bužinskaja, attrice sovietica († 1983)
- 29 gennaio - Barão de Itararé, giornalista, scrittore e umorista brasiliano († 1971)
- 29 gennaio - Luigi Cambiaso, ginnasta italiano († 1975)
- 30 gennaio - Jean Cassaigne, vescovo cattolico e missionario francese († 1973)
- 30 gennaio - Marianne Golz, cantante lirica e attrice austriaca († 1943)
- 30 gennaio - Wilhelm Gustloff, politico tedesco († 1936)
- 31 gennaio - Nicola Bunkerd Kitbamrung, presbitero thailandese († 1944)
- 31 gennaio - Justine Johnstone, attrice e patologa statunitense († 1982)

## Febbraio(113)
- 1º febbraio - Francelia Billington, attrice statunitense († 1934)
- 1º febbraio - Umberto Copasso, calciatore italiano
- 1º febbraio - Ezio De Marchi, militare italiano († 1917)
- 1º febbraio - Ferenc Szilágyi, esperantista e scrittore ungherese († 1967)
- 2 febbraio - Nedeljko Čabrinović, rivoluzionario serbo († 1916)
- 2 febbraio - Antonio Cavinato, mineralogista e politico italiano († 1991)
- 2 febbraio - George Halas, allenatore di football americano e giocatore di football americano statunitense († 1983)
- 2 febbraio - Friedrich Jeckeln, generale e poliziotto tedesco († 1946)
- 3 febbraio - André Beaudin, pittore e scultore francese († 1979)
- 3 febbraio - Alessandro Bollani, calciatore italiano
- 3 febbraio - Pëtr Nikolaevič Savickij, etnografo sovietico († 1968)
- 3 febbraio - Remigio Vigliero, generale e partigiano italiano († 1967)
- 4 febbraio - Domenico Baranelli, pittore italiano († 1987)
- 4 febbraio - Nigel Bruce, attore britannico († 1953)
- 4 febbraio - Ligg Iasù, etiope († 1935)
- 4 febbraio - Hanns Albin Rauter, generale austriaco († 1949)
- 5 febbraio - Halvor Solberg, meteorologo norvegese († 1974)
- 5 febbraio - Michael Valente, militare statunitense († 1976)
- 5 febbraio - André Vercruysse, ciclista su strada belga († 1968)
- 5 febbraio - Raul De Luzenberger, politico italiano († 1950)
- 6 febbraio - Mario Camerini, regista e sceneggiatore italiano († 1981)
- 6 febbraio - Babe Ruth, giocatore di baseball statunitense († 1948)
- 6 febbraio - Maria Teresa Vera, cantante, compositrice e chitarrista cubana († 1965)
- 6 febbraio - Vera Vergani, attrice italiana († 1989)
- 6 febbraio - Pierre Vermetten, pallanuotista belga († 1977)
- 6 febbraio - Kurt Wolff, militare e aviatore tedesco († 1917)
- 7 febbraio - Anita Stewart, attrice statunitense († 1961)
- 7 febbraio - Mario Torriani, calciatore italiano († 1928)
- 8 febbraio - Fedele Azari, pittore, pubblicitario e aviatore italiano († 1930)
- 8 febbraio - Luigi Bevilacqua, militare italiano († 1918)
- 8 febbraio - Horloogijn Čojbalsan, politico e generale mongolo († 1952)
- 8 febbraio - Hallam Cooley, attore statunitense († 1971)
- 8 febbraio - Robert Cummings, attore e regista statunitense († 1949)
- 8 febbraio - Giovanni di Gesù e Maria, presbitero spagnolo († 1937)
- 8 febbraio - Charles Géronimi, calciatore francese († 1918)
- 8 febbraio - Heikki Hirvonen, sciatore di pattuglia militare e sci orientista finlandese († 1973)
- 8 febbraio - Gino Marzocchi, pittore e scultore italiano († 1981)
- 9 febbraio - Innocente Colombo, calciatore italiano († 1963)
- 9 febbraio - Rosetta Gagliardi, tennista italiana († 1973)
- 9 febbraio - Fëdor Aleksandrovič Ocep, regista e sceneggiatore russo († 1949)
- 9 febbraio - Edward Sternaman, giocatore di football americano statunitense († 1973)
- 9 febbraio - Max Valier, astronomo e scrittore austriaco († 1930)
- 10 febbraio - Stefanio Fedeli, generale e aviatore italiano († 1961)
- 10 febbraio - Riccardo Giusto, militare italiano († 1915)
- 11 febbraio - Carl Clemens Bücker, aviatore, progettista e imprenditore tedesco († 1976)
- 11 febbraio - Antonio Cattalinich, canottiere italiano († 1981)
- 11 febbraio - Maurice Cottenet, allenatore di calcio e calciatore francese († 1972)
- 11 febbraio - Louis-Séverin Haller, abate e vescovo cattolico svizzero († 1987)
- 12 febbraio - Brian Desmond Hurst, regista britannico († 1986)
- 12 febbraio - Vsevolod Vjačeslavovič Ivanov, scrittore e giornalista russo († 1963)
- 12 febbraio - Miron Poljakin, violinista e docente russo († 1941)
- 13 febbraio - Fred Essler, attore statunitense († 1973)
- 13 febbraio - Arturo Ferrarin, aviatore e militare italiano († 1941)
- 13 febbraio - Arnold Kuulman, calciatore estone († 1926)
- 13 febbraio - Giovanni Battista Podestà, artista italiano († 1976)
- 14 febbraio - Pietro Bianchi, sollevatore italiano († 1962)
- 14 febbraio - Antonio Bruna, calciatore italiano († 1976)
- 14 febbraio - Max Horkheimer, filosofo, sociologo e storico della filosofia tedesco († 1973)
- 14 febbraio - Aleksandr Aleksandrovič Mikulin, ingegnere aeronautico sovietico († 1985)
- 15 febbraio - Wilhelm Burgdorf, generale tedesco († 1945)
- 15 febbraio - Sigfrid Lundberg, ciclista su strada svedese († 1979)
- 15 febbraio - Egbert Picker, generale tedesco († 1960)
- 15 febbraio - Hugo Rolland, politico e antifascista italiano († 1977)
- 15 febbraio - Tommy Thomson, ostacolista canadese († 1971)
- 15 febbraio - Herb Vollmer, pallanuotista statunitense († 1961)
- 16 febbraio - John Carnegie, XII conte di Northesk, nobile scozzese († 1975)
- 16 febbraio - Vernon Dent, attore statunitense († 1963)
- 16 febbraio - John Giles, criminale statunitense († 1979)
- 16 febbraio - William Gilmore, canottiere statunitense († 1969)
- 16 febbraio - Charles Graham, attore statunitense († 1943)
- 16 febbraio - Gonzalo Güell, avvocato, politico e diplomatico cubano († 1985)
- 16 febbraio - Charles du Paty de Clam, militare francese († 1948)
- 17 febbraio - Chigusa Kitani, pittrice e insegnante giapponese († 1947)
- 18 febbraio - Chiaffredo Belliardi, politico e partigiano italiano († 1972)
- 18 febbraio - Ettore Bellotto, ginnasta italiano († 1966)
- 18 febbraio - Marga Boodts, tedesca († 1976)
- 18 febbraio - Semën Konstantinovič Timošenko, generale e politico sovietico († 1970)
- 18 febbraio - Gustav von Wangenheim, attore e regista tedesco († 1975)
- 19 febbraio - Domenico Arcidiacono, militare e politico italiano († 1956)
- 19 febbraio - Louis Calhern, attore statunitense († 1956)
- 19 febbraio - Francesco De Bosio, politico italiano († 1987)
- 19 febbraio - Jack Kirk, attore statunitense († 1948)
- 19 febbraio - Gustav Roller, calciatore tedesco († 1959)
- 19 febbraio - Hugo Sedláček, nuotatore e pallanuotista cecoslovacco († 1952)
- 20 febbraio - Giuseppe Bifolchi, partigiano e anarchico italiano († 1978)
- 21 febbraio - Henrik Carl Peter Dam, biochimico e fisiologo danese († 1976)
- 21 febbraio - Friedrich Friedrichs, aviatore e militare tedesco († 1918)
- 21 febbraio - Charles King, attore statunitense († 1957)
- 21 febbraio - Erich Knauf, giornalista e scrittore tedesco († 1944)
- 21 febbraio - Szmul Zygielbojm, politico e giornalista polacco († 1943)
- 22 febbraio - Víctor Raúl Haya de la Torre, politico peruviano († 1979)
- 23 febbraio - Archie MacDonald, lottatore britannico († 1965)
- 24 febbraio - Sanzio Blasi, scultore italiano († 1972)
- 24 febbraio - Giuseppe Verzì, magistrato italiano
- 25 febbraio - Bert Bell, allenatore di football americano e dirigente sportivo statunitense († 1959)
- 25 febbraio - Tom Buckingham, regista, sceneggiatore e fotografo statunitense († 1934)
- 25 febbraio - Bob McDonald, calciatore scozzese († 1971)
- 25 febbraio - Katsutoshi Naito, lottatore giapponese († 1969)
- 25 febbraio - Pavel Petrovič Petrov-Bytov, regista e sceneggiatore russo († 1960)
- 25 febbraio - Dawid Wdowiński, neurologo e psichiatra polacco († 1970)
- 25 febbraio - Şehzade Osman Füad, principe ottomano († 1973)
- 26 febbraio - Claire Bauroff, ballerina tedesca († 1984)
- 26 febbraio - Hans Hecker, generale tedesco († 1979)
- 26 febbraio - Leslie Joy Whitehead, militare canadese († 1964)
- 27 febbraio - Edward Brophy, attore e doppiatore statunitense († 1960)
- 27 febbraio - Carlo Farini, politico e partigiano italiano († 1974)
- 27 febbraio - Ferdinand Heim, generale tedesco († 1971)
- 27 febbraio - Rodolfo Llopis, politico spagnolo († 1983)
- 28 febbraio - Ismay Andrews, insegnante, attrice e ballerina statunitense
- 28 febbraio - Moisej Zelikovič Levin, regista cinematografico sovietico († 1946)
- 28 febbraio - Louise Lovely, attrice australiana († 1980)
- 28 febbraio - Marcel Pagnol, scrittore, drammaturgo e regista cinematografico francese († 1974)
- 28 febbraio - Giovanni Terrile, calciatore e allenatore di calcio italiano

## Marzo(127)
- 1º marzo - Marcelle Cahn, artista e pittrice francese († 1981)
- 1º marzo - Domenico Matteucci, tiratore a segno italiano († 1976)
- 2 marzo - Sanji Iwabuchi, ammiraglio giapponese († 1945)
- 2 marzo - Max Suter, ciclista su strada e ciclocrossista svizzero († 1936)
- 2 marzo - Alf Wigert, hockeista su ghiaccio svedese († 1968)
- 3 marzo - Alfredo Capitani, scenografo, pubblicitario e pittore italiano († 1985)
- 3 marzo - Ernie Collett, hockeista su ghiaccio canadese († 1951)
- 3 marzo - Giovanni De Toni, pediatra italiano († 1973)
- 3 marzo - Moshe Feinstein, rabbino e teologo lituano († 1986)
- 3 marzo - Ragnar Frisch, economista norvegese († 1973)
- 3 marzo - Gaetano Giovannetti, militare italiano († 1937)
- 3 marzo - Robert Gordon, attore statunitense († 1971)
- 3 marzo - Juanita Hansen, attrice cinematografica statunitense († 1961)
- 3 marzo - Vittorio Mascheroni, musicista e compositore italiano († 1972)
- 3 marzo - Adolf Nilsen, canottiere norvegese († 1983)
- 3 marzo - Matthew Ridgway, generale statunitense († 1993)
- 4 marzo - Édouard Baumann, calciatore francese († 1985)
- 4 marzo - Ciro Berardi, attore cinematografico italiano († 1952)
- 4 marzo - Wilhelm Hansen, calciatore norvegese († 1974)
- 4 marzo - Attilio Mereu, militare italiano († 1917)
- 4 marzo - August Oberhauser, calciatore svizzero († 1971)
- 4 marzo - Jack Sibbit, pistard britannico († 1950)
- 5 marzo - Filippo Caminiti, imprenditore e politico italiano († 1955)
- 5 marzo - Mario Muccini, militare e scrittore italiano († 1961)
- 5 marzo - Lawrence Shields, mezzofondista statunitense († 1976)
- 6 marzo - Eugenio De Liguoro, attore e regista italiano († 1952)
- 7 marzo - Geoffrey W. Bromiley, presbitero, storico e teologo inglese († 2009)
- 7 marzo - Juan José Castro, compositore e direttore d'orchestra argentino († 1968)
- 7 marzo - Karel Koželuh, tennista, calciatore e hockeista su ghiaccio cecoslovacco († 1950)
- 7 marzo - Aurelio Manaresi, dirigente d'azienda e politico italiano († 1942)
- 7 marzo - Neco, calciatore brasiliano († 1977)
- 7 marzo - Werner Schrader, ufficiale tedesco († 1944)
- 7 marzo - Aukusti Sihvola, lottatore finlandese († 1947)
- 7 marzo - Wilhelm Süss, matematico tedesco († 1958)
- 8 marzo - Grigorij Bogemskij, calciatore russo († 1957)
- 8 marzo - Giotto Giannoni, ceramista, artista e scultore italiano († 1963)
- 8 marzo - Juana de Ibarbourou, poetessa e scrittrice uruguaiana († 1979)
- 8 marzo - Luca Pietromarchi, nobile e diplomatico italiano († 1978)
- 9 marzo - Carlo Castelnuovo delle Lanze, militare italiano († 1917)
- 9 marzo - William C. Chase, generale statunitense († 1986)
- 9 marzo - Wallace Fox, regista statunitense († 1958)
- 9 marzo - Albert Göring, imprenditore, ingegnere e filantropo tedesco († 1966)
- 9 marzo - Ruggero Romano, politico italiano († 1945)
- 10 marzo - Mathieu Bragard, calciatore belga († 1952)
- 10 marzo - Marziale Cerutti, generale e aviatore italiano († 1946)
- 10 marzo - Maria Pastori, matematica e fisica italiana († 1975)
- 10 marzo - Jules Van Hevel, ciclista su strada e pistard belga († 1969)
- 10 marzo - Filiberto di Savoia-Genova, generale italiano († 1990)
- 11 marzo - Ruggero Bauli, pasticciere e imprenditore italiano († 1985)
- 11 marzo - Bruno Bonazzelli, ingegnere e divulgatore scientifico italiano († 1984)
- 11 marzo - Liliana Castagnola, cantante e soubrette italiana († 1930)
- 11 marzo - Shemp Howard, attore e comico statunitense († 1955)
- 12 marzo - Helmut Brinkmann, ammiraglio tedesco († 1983)
- 12 marzo - Ed Diddle, cestista, giocatore di football americano e allenatore di pallacanestro statunitense († 1970)
- 12 marzo - William C. Lee, generale statunitense († 1948)
- 13 marzo - Agostino Brunetta, aviatore e militare italiano († 1920)
- 13 marzo - Luigi Cevenini, calciatore e allenatore di calcio italiano († 1968)
- 13 marzo - Dorothy Davenport, attrice, sceneggiatrice e regista statunitense († 1977)
- 13 marzo - Juan Larrea, scrittore e poeta spagnolo († 1980)
- 14 marzo - François Louis Ganshof, storico belga († 1980)
- 14 marzo - Bruno Gemelli, politico e militare italiano († 1967)
- 14 marzo - Renzo Provinciali, artista e avvocato italiano († 1981)
- 15 marzo - Enrico Marone Cinzano, imprenditore e dirigente sportivo italiano († 1968)
- 15 marzo - Gilberto R. Limón, politico e generale messicano († 1988)
- 16 marzo - Ettore Blasi, maratoneta italiano
- 16 marzo - Giuseppe Ghiglione, calciatore italiano († 1981)
- 16 marzo - Ernest Labrousse, storico francese († 1988)
- 16 marzo - Vittorio Leonardi, militare italiano († 1918)
- 16 marzo - Severo Pozzati, pubblicitario, pittore e scultore italiano († 1983)
- 16 marzo - Alfredo Schiaffini, filologo e linguista italiano († 1971)
- 17 marzo - John Johnsen, calciatore norvegese († 1969)
- 18 marzo - Ion Barbu, poeta e matematico rumeno († 1961)
- 18 marzo - Felice Bonomini, vescovo cattolico italiano († 1974)
- 18 marzo - Milovan Gavazzi, etnologo croato († 1992)
- 18 marzo - Renato Perico, militare italiano († 1944)
- 19 marzo - Isobel Baillie, soprano scozzese († 1983)
- 19 marzo - Marcel Vanco, calciatore francese († 1987)
- 20 marzo - Robert Benoist, pilota automobilistico e partigiano francese († 1944)
- 20 marzo - Elsie Greeson, attrice statunitense († 1995)
- 20 marzo - Raffaele Mattioli, banchiere, economista e mecenate italiano († 1973)
- 20 marzo - Fredric Wertham, psichiatra statunitense († 1981)
- 21 marzo - Leonid Osipovič Utësov, cantante, direttore d'orchestra e attore sovietico († 1982)
- 21 marzo - Florimond Vanhalme, calciatore e allenatore di calcio belga († 1979)
- 22 marzo - Luigi Fantini, archivista, speleologo e archeologo italiano († 1978)
- 22 marzo - Béla Illés, scrittore ungherese († 1974)
- 22 marzo - Saverio Latteri, medico italiano († 1963)
- 22 marzo - Eugen Relgis, scrittore, filosofo e pacifista romeno († 1987)
- 22 marzo - Georgij Nikolaevič Tasin, regista cinematografico russo († 1956)
- 23 marzo - Encarnación Alzona, storica e docente filippina († 2001)
- 23 marzo - Ubaldo Arata, direttore della fotografia italiano († 1947)
- 23 marzo - Elisabetta Conci, politica italiana († 1965)
- 23 marzo - Leopoldo Dotti, calciatore italiano († 1920)
- 23 marzo - Larry Grey, attore e illusionista britannico († 1951)
- 23 marzo - James Learmonth, chirurgo scozzese († 1967)
- 23 marzo - Edna Mayo, attrice statunitense († 1970)
- 23 marzo - Dane Rudhyar, astrologo e compositore francese († 1985)
- 24 marzo - Bohuslav Fuchs, architetto e artista ceco († 1972)
- 24 marzo - Rodolfo Lodi, attore italiano († 1985)
- 24 marzo - Domenico Nardini, fotografo italiano († 1979)
- 25 marzo - Valerij Ivanovič Inkižinov, attore e regista sovietico († 1973)
- 25 marzo - Jimmy Seed, allenatore di calcio e calciatore inglese († 1966)
- 26 marzo - Giulio Calì, attore italiano († 1967)
- 26 marzo - Jimmy McMullan, allenatore di calcio e calciatore scozzese († 1964)
- 26 marzo - Vilho Tuulos, triplista finlandese († 1967)
- 27 marzo - Ray June, direttore della fotografia statunitense († 1958)
- 27 marzo - Heinrich Moos, schermidore tedesco († 1976)
- 27 marzo - Betty Schade, attrice tedesca († 1982)
- 27 marzo - Ruth Snyder, assassina statunitense († 1928)
- 28 marzo - Giuseppe Francesco d'Asburgo-Lorena, principe austriaco († 1957)
- 28 marzo - Alfred Gehri, commediografo, sceneggiatore e regista svizzero († 1972)
- 28 marzo - Christian Archibald Herter, politico e statistico statunitense († 1966)
- 28 marzo - James McCudden, aviatore britannico († 1918)
- 29 marzo - Giovanni Giua, ingegnere e ufficiale italiano († 1997)
- 29 marzo - Ernst Jünger, scrittore, militare e filosofo tedesco († 1998)
- 29 marzo - Pierino Piacco, ciclista su strada italiano († 1974)
- 30 marzo - Maria Benedetto, presbitero francese († 1990)
- 30 marzo - Nikolaj Aleksandrovič Bulganin, politico e militare sovietico († 1975)
- 30 marzo - Josef Bürckel, politico tedesco († 1944)
- 30 marzo - Jean Giono, scrittore, saggista e traduttore francese († 1970)
- 30 marzo - Aleksandr Kirillovič Ledaščev, regista cinematografico sovietico († 1945)
- 30 marzo - Carl Lutz, diplomatico svizzero († 1975)
- 30 marzo - Filippo Pellizzoni, calciatore italiano († 1935)
- 30 marzo - Viktor Aleksandrovič Turin, regista cinematografico russo († 1945)
- 30 marzo - Cy Weidenborner, hockeista su ghiaccio statunitense († 1983)
- 31 marzo - Zlatko Baloković, violinista croato († 1965)
- 31 marzo - John J. McCloy, avvocato, diplomatico e banchiere statunitense († 1989)
- 31 marzo - Silvia Zenari, botanica e geologa italiana († 1956)

## Aprile(109)
- 1º aprile - Alexander Aitken, matematico e statistico neozelandese († 1967)
- 1º aprile - Carlo Bergoglio, giornalista, scrittore e disegnatore italiano († 1959)
- 1º aprile - Otto-Heinrich Drechsler, militare, politico e dentista tedesco († 1945)
- 1º aprile - Alberta Hunter, cantante statunitense († 1984)
- 1º aprile - Tapani Niku, fondista finlandese († 1989)
- 1º aprile - Giuseppe Vasco Vian, scultore e pittore italiano († 1979)
- 2 aprile - Elga Brink, attrice tedesca († 1985)
- 2 aprile - Emilia Salvioni, scrittrice italiana († 1968)
- 2 aprile - Tician Tabidze, poeta georgiano († 1937)
- 3 aprile - Mario Castelnuovo-Tedesco, compositore e pianista italiano († 1968)
- 3 aprile - Zez Confrey, pianista e compositore statunitense († 1971)
- 3 aprile - Mary Leo, religiosa e insegnante neozelandese († 1989)
- 3 aprile - Linda Helene Penzel, imprenditrice tedesca († 1974)
- 3 aprile - Fritz Reinhardt, politico tedesco († 1969)
- 3 aprile - Luigi Traglia, cardinale e arcivescovo cattolico italiano († 1977)
- 3 aprile - Dragutin Vrđuka, calciatore jugoslavo († 1948)
- 4 aprile - Richard Bird, attore e regista inglese († 1979)
- 4 aprile - Hermann Foertsch, generale tedesco († 1961)
- 4 aprile - Valdus Lund, calciatore svedese († 1962)
- 4 aprile - Vittorio Marchesi, generale e aviatore italiano († 1966)
- 5 aprile - Mike O'Dowd, pugile statunitense († 1957)
- 6 aprile - Dudley Nichols, sceneggiatore e regista statunitense († 1960)
- 6 aprile - Leo Robin, paroliere e compositore statunitense († 1984)
- 6 aprile - Harold Rosson, direttore della fotografia statunitense († 1988)
- 7 aprile - Lewis Combs, militare statunitense († 1996)
- 7 aprile - Matthew Frew, aviatore britannico († 1974)
- 7 aprile - Margarete Schön, attrice tedesca († 1985)
- 7 aprile - Carlo Emanuele a Prato, patriota, antifascista e giornalista italiano († 1968)
- 8 aprile - Dragoljub Jovanović, politico jugoslavo († 1977)
- 9 aprile - Clément Doucet, pianista belga († 1950)
- 9 aprile - Andre de Kruijff, calciatore olandese († 1964)
- 9 aprile - José María Peña, allenatore di calcio e calciatore spagnolo († 1989)
- 9 aprile - Eduardo Propper de Callejón, diplomatico spagnolo († 1972)
- 9 aprile - Michel Simon, attore svizzero († 1975)
- 10 aprile - Elena Aiello, religiosa e mistica italiana († 1961)
- 10 aprile - Abel Lafouge, calciatore francese († 1950)
- 10 aprile - Gustav Lombard, generale tedesco († 1992)
- 10 aprile - Edward Russell, II Barone di Liverpool, giudice, storico e scrittore britannico († 1981)
- 11 aprile - Jack Bamber, calciatore inglese († 1973)
- 11 aprile - Gavino De Lunas, cantautore e chitarrista italiano († 1944)
- 11 aprile - Fernand Nisot, calciatore belga († 1973)
- 11 aprile - Percy Wilson, aviatore inglese
- 12 aprile - Vittorio Clemente, poeta italiano († 1975)
- 12 aprile - Dorothy Cumming, attrice australiana († 1983)
- 12 aprile - John Erskine, Lord Erskine, politico scozzese († 1953)
- 12 aprile - Hans Lohneis, calciatore tedesco († 1970)
- 12 aprile - Giovanni Panico, cardinale e arcivescovo cattolico italiano († 1962)
- 12 aprile - Guglielmo Reiss Romoli, dirigente d'azienda italiano († 1961)
- 12 aprile - Walther Stennes, generale e politico tedesco († 1983)
- 12 aprile - Philippe Stern, storico dell'arte francese († 1979)
- 13 aprile - Joseph E. Hallonquist, aviatore canadese († 1958)
- 13 aprile - Massimiliano Eugenio d'Asburgo-Lorena, nobile austriaco († 1952)
- 13 aprile - Don Short, direttore della fotografia statunitense († 1968)
- 13 aprile - Ivan Stedman, nuotatore australiano († 1979)
- 13 aprile - Willem van de Poll, fotografo olandese († 1970)
- 14 aprile - Mario De Cesare, prefetto italiano († 1981)
- 14 aprile - Anton Reinthaller, politico austriaco († 1958)
- 14 aprile - Pietro Scognamiglio, politico italiano
- 15 aprile - Corrado Alvaro, scrittore, giornalista e poeta italiano († 1956)
- 15 aprile - Kathleen Kirkham, attrice statunitense († 1961)
- 15 aprile - Vladimir Jakovlevič Propp, linguista e antropologo russo († 1970)
- 16 aprile - Ove Arup, architetto, ingegnere e imprenditore britannico († 1988)
- 16 aprile - Vilém Gajdušek, ottico ceco († 1977)
- 16 aprile - Mollie King, attrice statunitense († 1981)
- 16 aprile - Salvatore Pagliuca, politico italiano († 1973)
- 16 aprile - Adolph John Paschang, vescovo cattolico e missionario statunitense († 1968)
- 17 aprile - Giovanni Battista Berardi, politico italiano († 1966)
- 17 aprile - Frank Moss, calciatore inglese († 1965)
- 19 aprile - Robert du Mesnil du Buisson, storico, archeologo e militare francese († 1986)
- 19 aprile - Georges Hebdin, calciatore belga († 1970)
- 19 aprile - Antonio Locatelli, aviatore, politico e militare italiano († 1936)
- 19 aprile - Anton Pieck, artista olandese († 1987)
- 20 aprile - Angelo Benincasa, allenatore di calcio italiano
- 20 aprile - Birger Cederin, schermidore svedese († 1942)
- 20 aprile - Ramiro Meng, pittore, scultore e architetto italiano († 1966)
- 20 aprile - Arthur Nethercot, critico letterario, scrittore e poeta statunitense († 1981)
- 20 aprile - Jerzy Petersburski, compositore polacco († 1979)
- 20 aprile - Mary Kawena Pukui, scrittrice, antropologa e traduttrice statunitense († 1986)
- 21 aprile - Gerd Grieg, attrice norvegese († 1988)
- 21 aprile - Rocky Kansas, pugile statunitense († 1954)
- 21 aprile - Willard Rice, hockeista su ghiaccio statunitense († 1967)
- 21 aprile - Luigi Santucci, militare italiano († 1935)
- 21 aprile - Henry de Montherlant, scrittore, drammaturgo e poeta francese († 1972)
- 22 aprile - René Boulanger, ginnasta francese († 1945)
- 22 aprile - Guido Mazzali, politico, giornalista e pubblicitario italiano († 1960)
- 22 aprile - Umberto Ripamonti, ciclista su strada italiano († 1959)
- 23 aprile - John Ainsworth-Davis, velocista britannico († 1976)
- 23 aprile - Robert Coppée, calciatore belga († 1970)
- 23 aprile - Johnny Hyde, statunitense († 1950)
- 23 aprile - Luigi Magnotti, ciclista su strada italiano († 1948)
- 23 aprile - Ngaio Marsh, scrittrice e regista teatrale neozelandese († 1982)
- 23 aprile - Archibald Nye, generale britannico († 1967)
- 24 aprile - Jan Jagmin-Sadowski, generale polacco († 1977)
- 24 aprile - Eugène Molle, generale francese († 1978)
- 24 aprile - Arlie Schardt, mezzofondista statunitense († 1980)
- 25 aprile - Giorgio Armari, calciatore e allenatore di calcio italiano († 1956)
- 25 aprile - Stanley Rous, arbitro di calcio e dirigente sportivo inglese († 1986)
- 25 aprile - George W. Hill, regista e direttore della fotografia statunitense († 1934)
- 25 aprile - Finn Malmgren, meteorologo e esploratore svedese († 1928)
- 25 aprile - Nygmet Nurmakov, politico kazako († 1937)
- 26 aprile - Nathaniel Kleitman, fisiologo e psicologo statunitense († 1999)
- 26 aprile - Vincenzo Tecchio, avvocato e politico italiano († 1953)
- 28 aprile - Ottone Rosai, pittore italiano († 1957)
- 28 aprile - Guido Secreto, politico italiano († 1985)
- 29 aprile - Ronald Fangen, scrittore norvegese († 1946)
- 29 aprile - Giovanni Battista Marziali, avvocato, prefetto e militare italiano († 1948)
- 29 aprile - Malcolm Sargent, direttore d'orchestra, organista e compositore britannico († 1967)
- 29 aprile - Léon Savary, scrittore e giornalista svizzero († 1968)
- 29 aprile - Wilhelm Wegener, generale tedesco († 1944)

## Maggio(124)
- 1º maggio - Karl-Heinrich Brenner, generale tedesco († 1954)
- 1º maggio - Nikolaj Ivanovič Ežov, politico e militare sovietico († 1940)
- 1º maggio - André Gaboriaud, schermidore francese († 1969)
- 1º maggio - Angelo Malvicini, maratoneta italiano († 1949)
- 1º maggio - Luciano Miori, politico italiano († 1975)
- 1º maggio - Ralph Murphy, regista e sceneggiatore statunitense († 1967)
- 2 maggio - Lando Ferretti, politico, giornalista e dirigente sportivo italiano († 1977)
- 2 maggio - Carlo Gallina, militare e calciatore italiano († 1944)
- 2 maggio - Lorenz Hart, paroliere e librettista statunitense († 1943)
- 2 maggio - Wilm Hosenfeld, militare tedesco († 1952)
- 2 maggio - Alfred Kurella, scrittore e politico tedesco († 1975)
- 2 maggio - Norman Ross, nuotatore e pallanuotista statunitense († 1953)
- 3 maggio - Ernst Kantorowicz, storico tedesco († 1963)
- 4 maggio - Mikuláš Galanda, pittore e illustratore slovacco († 1938)
- 4 maggio - Nicola Giunta, scrittore italiano († 1968)
- 4 maggio - Gotfred Johansen, pugile danese († 1978)
- 4 maggio - René Mayer, politico francese († 1972)
- 4 maggio - Gerald O'Hara, arcivescovo cattolico statunitense († 1963)
- 5 maggio - Attilio Caratti, militare e esploratore italiano († 1928)
- 5 maggio - Alfred Horeschowsky, alpinista e imprenditore austriaco († 1987)
- 5 maggio - Charles Lamont, regista statunitense († 1993)
- 5 maggio - Giorgio Settala, pittore italiano († 1960)
- 6 maggio - Edward Cavendish, X duca di Devonshire, nobile britannico († 1950)
- 6 maggio - Júlio César de Melo e Sousa, scrittore e matematico brasiliano († 1974)
- 6 maggio - Kurt Metzner, giurista, editore e diplomatico tedesco († 1962)
- 6 maggio - Antonio Renzi, economista italiano († 1972)
- 6 maggio - Rodolfo Valentino, attore e ballerino italiano († 1926)
- 7 maggio - Giancarlo Lanciani Rocca, nobile, dirigente d'azienda e politico italiano († 1967)
- 7 maggio - Aimé Félix Tschiffely, scrittore svizzero († 1954)
- 8 maggio - José Gómez Ortega, torero spagnolo († 1920)
- 8 maggio - Georg Muche, pittore tedesco († 1987)
- 8 maggio - Helmer Mörner, cavaliere svedese († 1962)
- 8 maggio - Soccorso Saloni, militare italiano († 1918)
- 8 maggio - Fulton John Sheen, arcivescovo cattolico, scrittore e teologo statunitense († 1979)
- 8 maggio - Edmund Wilson, critico letterario, giornalista e scrittore statunitense († 1972)
- 9 maggio - Antonio Bandini Buti, giornalista italiano († 1967)
- 9 maggio - Richard Barthelmess, attore statunitense († 1963)
- 9 maggio - Lucian Blaga, filosofo, poeta e drammaturgo rumeno († 1961)
- 9 maggio - Frank Foss, astista statunitense († 1989)
- 10 maggio - André Allègre, calciatore francese († 1966)
- 10 maggio - Kama Chinen, supercentenaria giapponese († 2010)
- 10 maggio - Richard Peter, fotografo tedesco († 1977)
- 10 maggio - Cesare Augusto Tallone, liutaio italiano († 1982)
- 10 maggio - Francesco Varalda, calciatore italiano († 1968)
- 10 maggio - Maurizio Zanfarino, militare italiano († 1918)
- 11 maggio - Jacques Brugnon, tennista francese († 1978)
- 11 maggio - Jean Haag, calciatore svizzero († 1976)
- 11 maggio - Jiddu Krishnamurti, filosofo, oratore e mistico apolide († 1986)
- 11 maggio - Jan Parandowski, scrittore e docente polacco († 1978)
- 11 maggio - Will-Erich Peuckert, antropologo e saggista tedesco († 1969)
- 11 maggio - William Grant Still, compositore e direttore d'orchestra statunitense († 1978)
- 12 maggio - William Francis Giauque, chimico statunitense († 1982)
- 12 maggio - Harold Olsen, allenatore di pallacanestro statunitense († 1953)
- 13 maggio - Guido Cristini, giudice, politico e faccendiere italiano († 1979)
- 13 maggio - Enrico XLV di Reuss-Gera, nobile
- 13 maggio - Thomas Highgate, militare britannico († 1914)
- 13 maggio - Giuseppe Mancinelli, generale italiano († 1976)
- 13 maggio - Mario Nannini, pittore italiano († 1918)
- 13 maggio - Larisa Michajlovna Rejsner, scrittrice e rivoluzionaria sovietica († 1926)
- 13 maggio - Tito A. Spagnol, scrittore, giornalista e regista italiano († 1979)
- 14 maggio - Torquato Baglioni, politico italiano († 1968)
- 14 maggio - Rachel Bespaloff, filosofa francese († 1949)
- 14 maggio - Caro Caratti, pittore italiano († 1980)
- 14 maggio - Elemer Hirsch, calciatore rumeno († 1953)
- 14 maggio - Maurice Lehmann, attore e impresario teatrale francese († 1974)
- 14 maggio - Luigi Marino, calciatore italiano († 1980)
- 14 maggio - Albert White, tuffatore statunitense († 1982)
- 15 maggio - Prescott Bush, politico e banchiere statunitense († 1972)
- 15 maggio - William D. Byron, politico statunitense († 1941)
- 15 maggio - Antonio Capetti, ingegnere italiano († 1970)
- 15 maggio - Foscolo Lombardi, politico e partigiano italiano († 1973)
- 15 maggio - Luigi Saccenti, architetto italiano († 1972)
- 16 maggio - Hermann Walter Gotthold Frenzel, medico e docente tedesco († 1967)
- 16 maggio - Pёtr Kirillov, attore e regista sovietico († 1942)
- 16 maggio - Mark-Lee Kirk, scenografo statunitense († 1969)
- 16 maggio - Larry Nuesslein, tiratore a segno statunitense († 1971)
- 16 maggio - Stan Seymour, calciatore, allenatore di calcio e dirigente sportivo inglese († 1978)
- 17 maggio - Saul Adler, microbiologo bielorusso († 1966)
- 17 maggio - Karl Felderer, paroliere italiano († 1989)
- 17 maggio - Romolo Verde, ciclista su strada italiano († 1974)
- 18 maggio - Augusto César Sandino, rivoluzionario nicaraguense († 1934)
- 19 maggio - Otto Binge, militare tedesco († 1982)
- 19 maggio - Emil Bock, teologo tedesco († 1959)
- 19 maggio - Ernesto Matozzi, calciatore argentino († 1964)
- 19 maggio - Charles Sorley, poeta e militare scozzese († 1915)
- 20 maggio - Marcel Bataillon, ispanista e storico della letteratura francese († 1977)
- 20 maggio - Reginald Joseph Mitchell, ingegnere aeronautico britannico († 1937)
- 21 maggio - Nicola Angelucci, avvocato e politico italiano († 1988)
- 21 maggio - Lázaro Cárdenas del Río, politico e generale messicano († 1970)
- 21 maggio - Ludovico Censi, aviatore, militare e diplomatico italiano († 1964)
- 21 maggio - Nikifor, pittore polacco († 1968)
- 21 maggio - Desiderius Papp, giornalista e storico della scienza austro-ungarico († 1993)
- 22 maggio - Phyllis Covell, tennista britannica († 1982)
- 22 maggio - Renaud Hoffman, regista, sceneggiatore e produttore cinematografico tedesco († 1952)
- 22 maggio - Dario Neri, pittore e storico italiano († 1958)
- 22 maggio - Noel M. Smith, regista e sceneggiatore statunitense († 1955)
- 22 maggio - Samuele Stochino, criminale e militare italiano († 1928)
- 23 maggio - Paul Baron, allenatore di calcio e calciatore francese († 1973)
- 23 maggio - Mario Ceravolo, politico e medico italiano († 1973)
- 23 maggio - Marc Chadourne, scrittore francese († 1975)
- 23 maggio - Wilhelm Heun, generale tedesco († 1986)
- 23 maggio - Władysław Segda, schermidore polacco († 1994)
- 23 maggio - Billy Smith, allenatore di calcio e calciatore inglese († 1951)
- 23 maggio - Chrissie White, attrice britannica († 1989)
- 24 maggio - Marcel Janco, pittore rumeno († 1984)
- 24 maggio - Giuseppe Landi, sindacalista e politico italiano († 1964)
- 24 maggio - Mario Stoppani, aviatore italiano († 1959)
- 25 maggio - Ugo Celada da Virgilio, pittore italiano († 1995)
- 25 maggio - Jean Fréville, scrittore e storico francese († 1971)
- 25 maggio - Agostino Rocca, ingegnere, dirigente d'azienda e imprenditore italiano († 1978)
- 25 maggio - Clyde Swendsen, tuffatore, pallanuotista e allenatore di pallanuoto statunitense († 1979)
- 25 maggio - Vladimir Jakovlevič Zubcov, scrittore e giornalista sovietico († 1937)
- 26 maggio - Dorothea Lange, fotografa statunitense († 1965)
- 26 maggio - Konstantin Nassonov, attore sovietico († 1963)
- 27 maggio - Otto Katz, scrittore e antifascista ceco († 1952)
- 27 maggio - Pantelejmon Petrovič Sazonov, regista cinematografico russo († 1950)
- 28 maggio - Hamilton Jukes, hockeista su ghiaccio britannico († 1951)
- 28 maggio - Rudolph Minkowski, astronomo tedesco († 1976)
- 28 maggio - Bronisław Pieracki, politico e militare polacco († 1934)
- 30 maggio - Ernesto Crocco, calciatore italiano († 1955)
- 30 maggio - Carlos Izaguirre, calciatore argentino († 1975)
- 30 maggio - Roberto Moscatelli, velista italiano († 1980)
- 30 maggio - Simone Fernando Sacconi, liutaio italiano († 1973)
- 31 maggio - Ernst-Albrecht Hildebrandt, generale e poliziotto tedesco († 1970)

## Giugno(78)
- 1º giugno - Luigi Begnotti, sindacalista, giornalista e politico italiano
- 1º giugno - Anatolij Arkad'evič Blagonravov, ingegnere aerospaziale e diplomatico russo († 1975)
- 1º giugno - Tadeusz Komorowski, politico e generale polacco († 1966)
- 1º giugno - Jaroslav Červený, calciatore cecoslovacco († 1950)
- 2 giugno - William Guy Carr, scrittore e ufficiale canadese († 1959)
- 2 giugno - Amerigo Fazio, militare italiano († 1936)
- 2 giugno - Francesco Giontella, imprenditore e politico italiano († 1969)
- 3 giugno - Robert Hillyer, poeta statunitense († 1961)
- 3 giugno - Zoltán Korda, regista e sceneggiatore ungherese († 1961)
- 4 giugno - Alfred Comte, ingegnere aeronautico svizzero († 1965)
- 4 giugno - Dino Grandi, politico, diplomatico e nobile italiano († 1988)
- 4 giugno - Russell Hicks, attore statunitense († 1957)
- 4 giugno - Fritz Weber, ufficiale e scrittore austriaco († 1972)
- 5 giugno - William Boyd, attore statunitense († 1972)
- 5 giugno - Karl Kennepohl, numismatico tedesco († 1958)
- 5 giugno - Heinrich Kreipe, militare tedesco († 1976)
- 5 giugno - Wilfrid Le Gros Clark, chirurgo e paleontologo inglese († 1971)
- 5 giugno - Bice Ligabue, politica e partigiana italiana († 1981)
- 5 giugno - Cecil McMaster, marciatore sudafricano († 1981)
- 5 giugno - Paul Nemenyi, fisico e ingegnere ungherese († 1952)
- 5 giugno - Ali bin Abdullah al-Thani, sovrano qatariota († 1974)
- 5 giugno - Mladen Žujović, avvocato serbo († 1969)
- 6 giugno - Aldo Fedeli, politico italiano († 1955)
- 6 giugno - Filippo Iacolino, militare e vescovo cattolico italiano († 1950)
- 8 giugno - Santiago Bernabéu, calciatore, allenatore di calcio e dirigente sportivo spagnolo († 1978)
- 8 giugno - Len Capewell, calciatore inglese († 1978)
- 9 giugno - Marius Ambrogi, militare e aviatore francese († 1971)
- 9 giugno - Henri Diamant-Berger, regista, sceneggiatore e produttore cinematografico francese († 1972)
- 9 giugno - Kurt Zeitzler, generale tedesco († 1963)
- 10 giugno - Battista Cardinale, lottatore italiano († 1978)
- 10 giugno - Giuseppe Montalbano, politico e giurista italiano († 1989)
- 10 giugno - Emanuele Stablum, medico e religioso italiano († 1950)
- 10 giugno - Immanuil Velikovskij, psicologo, sociologo e scrittore sovietico († 1979)
- 11 giugno - Enrico Arioni, calciatore italiano († 1978)
- 11 giugno - Henry McCall, ammiraglio britannico († 1980)
- 11 giugno - Antonio Quarantotto, nuotatore italiano († 1987)
- 12 giugno - Luigi Freddi, giornalista e politico italiano († 1977)
- 13 giugno - Gastone Novelli, ufficiale e aviatore italiano († 1919)
- 14 giugno - Cliff Edwards, attore, cantante e doppiatore statunitense († 1971)
- 14 giugno - Stefano Pirandello, drammaturgo italiano († 1972)
- 14 giugno - Bruno Revel, francesista, germanista e traduttore italiano († 1959)
- 15 giugno - Dionisio Gallino, calciatore italiano († 1977)
- 15 giugno - Irina Odoevceva, poetessa e romanziera russa († 1990)
- 15 giugno - Petter Pedersen, calciatore norvegese († 1929)
- 16 giugno - Giuseppe Perotti, generale, ingegnere e partigiano italiano († 1944)
- 17 giugno - Billy Blyth, calciatore scozzese († 1968)
- 17 giugno - Louise Fazenda, attrice statunitense († 1962)
- 18 giugno - Valentin Vološinov, linguista russo († 1936)
- 18 giugno - Carl Zörner, calciatore tedesco († 1941)
- 19 giugno - Beniamino Bellati, architetto italiano († 1953)
- 19 giugno - Giuliana Benzoni, nobile italiana († 1981)
- 19 giugno - Adrian Cole, militare australiano († 1966)
- 19 giugno - Emilio De Martino, giornalista, scrittore e commediografo italiano († 1958)
- 20 giugno - Bronisław Rakowski, generale polacco († 1950)
- 23 giugno - Joseph Vogt, storico tedesco († 1986)
- 24 giugno - Michele Allasia, aviatore italiano († 1918)
- 24 giugno - Jack Dempsey, pugile e attore statunitense († 1983)
- 24 giugno - Mary Gennaro Varale, alpinista italiana († 1963)
- 24 giugno - Juan Miles, giocatore di polo argentino († 1981)
- 24 giugno - Ángeles Ottein, soprano, cantante e insegnante spagnola († 1981)
- 25 giugno - Donald Gallaher, attore e regista statunitense († 1961)
- 25 giugno - Francesco Gamba, incisore italiano († 1970)
- 25 giugno - Lionello Quaglia, calciatore italiano († 1962)
- 26 giugno - George Hainsworth, hockeista su ghiaccio canadese († 1950)
- 27 giugno - Diego Andiloro, politico italiano († 1965)
- 27 giugno - Anna Banti, scrittrice italiana († 1985)
- 28 giugno - Cicely Mary Barker, illustratrice inglese († 1973)
- 28 giugno - Elio Bettini, militare italiano († 1943)
- 28 giugno - Marino Capicchioni, liutaio sammarinese († 1977)
- 28 giugno - Trifko Grabež, rivoluzionario serbo († 1916)
- 28 giugno - Pietro Mignosi, filosofo e critico letterario italiano († 1937)
- 28 giugno - Iona Timofeevič Nikitčenko, giurista e militare sovietico († 1967)
- 28 giugno - Louis Raymond, tennista sudafricano († 1962)
- 28 giugno - Hans Sutor, calciatore tedesco († 1976)
- 29 giugno - Pavel Timofeevič Gorgulov, assassino russo († 1932)
- 29 giugno - Angelo Tuttoilmondo, giornalista e politico italiano
- 30 giugno - Juan Armet, calciatore e allenatore di calcio spagnolo († 1956)
- 30 giugno - William Emet Blatz, psicologo canadese († 1964)

## Luglio(114)
- 1º luglio - Giovanni Barale, calciatore italiano († 1976)
- 2 luglio - Hans Beimler, politico tedesco († 1936)
- 2 luglio - Sven Friberg, calciatore svedese († 1964)
- 2 luglio - Ferruccio Guicciardi, aviatore italiano († 1947)
- 2 luglio - Gen Paul, pittore e incisore francese († 1975)
- 3 luglio - Marcello Canino, ingegnere e architetto italiano († 1970)
- 4 luglio - Irving Caesar, compositore e paroliere statunitense († 1996)
- 4 luglio - Massimo Campigli, pittore italiano († 1971)
- 5 luglio - Helen Barnes, attrice e ballerina statunitense († 1925)
- 5 luglio - Gordon Jacob, compositore inglese († 1984)
- 5 luglio - Rinaldo Varalda, calciatore italiano († 1956)
- 6 luglio - Gaetano Fiorentino, politico italiano († 1973)
- 6 luglio - Ernst Langlotz, archeologo e storico dell'arte tedesco († 1978)
- 6 luglio - Wilhelm Massmann, compositore di scacchi tedesco († 1974)
- 7 luglio - Herman Legger, calciatore olandese († 1978)
- 7 luglio - Almo Pianetti, politico italiano († 1956)
- 7 luglio - Josef Tesař, allenatore di calcio cecoslovacco († 1976)
- 8 luglio - Vincenzo Cujuli, carabiniere italiano († 1943)
- 8 luglio - Paolo D'Antoni, politico italiano († 1982)
- 8 luglio - James Patrick McGranery, politico statunitense († 1962)
- 8 luglio - Arthur C. Miller, direttore della fotografia statunitense († 1970)
- 8 luglio - Wilhelm Speidel, generale tedesco († 1970)
- 8 luglio - Igor' Evgen'evič Tamm, fisico russo († 1971)
- 8 luglio - Michele Vitali Mazza, militare italiano († 1916)
- 9 luglio - Gunnar Aaby, calciatore danese († 1966)
- 9 luglio - Anna Fougez, cantante e attrice italiana († 1966)
- 9 luglio - Alessandro Giuntoli, architetto italiano († 1980)
- 10 luglio - Giuseppe Ayroldi, politico italiano († 1962)
- 10 luglio - Carl Orff, compositore tedesco († 1982)
- 11 luglio - Elena Ivanovna Barulina, botanica e genetista sovietica († 1957)
- 11 luglio - Luciano Urquijo, ingegnere e hockeista su prato argentino († 1984)
- 11 luglio - Dorothy Wilde, traduttrice e socialite britannica († 1941)
- 12 luglio - Emilio Agradi, calciatore e allenatore di calcio italiano († 1971)
- 12 luglio - Richard Buckminster Fuller, inventore, architetto e designer statunitense († 1983)
- 12 luglio - Kirsten Flagstad, soprano norvegese († 1962)
- 12 luglio - Umberto Gama, arbitro di calcio italiano († 1942)
- 12 luglio - Oscar Hammerstein II, scrittore, paroliere e librettista statunitense († 1960)
- 12 luglio - Guido Meregalli, pilota automobilistico italiano († 1960)
- 12 luglio - Antonio Vila-Coro, pallanuotista spagnolo († 1977)
- 13 luglio - Robert Louis Antral, pittore, incisore e litografo francese († 1939)
- 13 luglio - Sidney Blackmer, attore statunitense († 1973)
- 13 luglio - Daniel Mandell, montatore statunitense († 1987)
- 13 luglio - Eugenio Niccolai, militare italiano († 1918)
- 13 luglio - Pietro Palmieri, calciatore italiano
- 13 luglio - Rino Parenti, dirigente sportivo e politico italiano († 1953)
- 13 luglio - Carlo Speroni, mezzofondista italiano († 1969)
- 14 luglio - Eugenio Bertuetti, giornalista, critico teatrale e commediografo italiano († 1964)
- 14 luglio - Richard Walther Darré, politico e generale tedesco († 1953)
- 14 luglio - Frank Raymond Leavis, critico letterario e insegnante britannico († 1978)
- 14 luglio - Giovanni Trabucco, militare e calciatore italiano († 1980)
- 15 luglio - Eddy Brown, violinista e insegnante statunitense († 1974)
- 15 luglio - Hans-Georg von Friedeburg, ammiraglio tedesco († 1945)
- 15 luglio - Irina Aleksandrovna Romanova, principessa russa († 1970)
- 16 luglio - Luitpold Dussler, storico dell'arte tedesco († 1976)
- 16 luglio - Guido Maffiotti, compositore, clavicembalista e organista italiano († 1969)
- 16 luglio - Juliusz Miller, calciatore polacco († 1980)
- 17 luglio - Osvaldo Barbieri, pittore italiano († 1958)
- 17 luglio - Angelo Luigi Fiorita, scrittore, poeta e giornalista italiano († 1958)
- 17 luglio - Egidio Fontana, calciatore italiano
- 17 luglio - Andrea Schivo, poliziotto italiano († 1945)
- 17 luglio - Aleksy Sobaszek, religioso polacco († 1942)
- 17 luglio - Ottorino Tombolan Fava, militare italiano († 1918)
- 18 luglio - Sebastiano Bedendo, militare e aviatore italiano († 1935)
- 18 luglio - Tully Craig, calciatore e allenatore di calcio scozzese († 1963)
- 18 luglio - George R. Kelly, criminale statunitense († 1954)
- 18 luglio - Ol'ga Aleksandrovna Spesivceva, ballerina russa († 1991)
- 18 luglio - Umberto Utili, generale italiano († 1952)
- 19 luglio - Xu Beihong, pittore cinese († 1953)
- 19 luglio - Angelo de Fiore, poliziotto italiano († 1969)
- 20 luglio - Pietro Bulloni, avvocato e politico italiano († 1950)
- 20 luglio - Mercedes Capsir, soprano spagnolo († 1969)
- 20 luglio - Igino Ghisellini, militare italiano († 1943)
- 20 luglio - Ildo Meneghetti, politico e ingegnere brasiliano († 1980)
- 20 luglio - László Moholy-Nagy, pittore e fotografo ungherese († 1946)
- 20 luglio - August Wittmann, generale tedesco († 1977)
- 21 luglio - Renato Martorelli, partigiano italiano († 1944)
- 21 luglio - Ken Maynard, attore statunitense († 1973)
- 21 luglio - Adam Papée, schermidore polacco († 1990)
- 22 luglio - León de Greiff, poeta e diplomatico colombiano († 1976)
- 22 luglio - Gian Claudio Gherardini, generale italiano († 1971)
- 22 luglio - Hans Rosbaud, direttore d'orchestra austriaco († 1962)
- 22 luglio - Pavel Osipovič Suchoj, ingegnere aeronautico sovietico († 1975)
- 23 luglio - Ugo Chiesa, calciatore italiano
- 23 luglio - Bruno Jacoponi, calciatore italiano († 1979)
- 23 luglio - Hermann Kreß, generale tedesco († 1943)
- 23 luglio - Albert Mercier, calciatore francese († 1969)
- 23 luglio - Aileen Pringle, attrice statunitense († 1989)
- 23 luglio - Florence Vidor, attrice statunitense († 1977)
- 24 luglio - Robert Graves, poeta, saggista e romanziere britannico († 1985)
- 24 luglio - Natale Palli, militare e aviatore italiano († 1919)
- 24 luglio - Udo von Woyrsch, generale tedesco († 1983)
- 25 luglio - Gino Cavalieri, attore italiano († 1992)
- 25 luglio - Johnny Hines, attore, regista e sceneggiatore statunitense († 1970)
- 26 luglio - Jankel Adler, pittore polacco († 1949)
- 26 luglio - Gracie Allen, attrice e comica statunitense († 1964)
- 26 luglio - Jane Bunford, inglese († 1922)
- 26 luglio - Cassiano Ricardo, poeta, giornalista e saggista brasiliano († 1974)
- 26 luglio - Kenneth Harlan, attore statunitense († 1967)
- 27 luglio - Angelo Arbasi, militare italiano († 1963)
- 27 luglio - Francesco Papa, calciatore italiano († 1981)
- 27 luglio - Italo Siciliano, critico letterario italiano († 1980)
- 27 luglio - Umberto Terracini, politico e antifascista italiano († 1983)
- 28 luglio - Flavio Torello Baracchini, aviatore italiano († 1928)
- 28 luglio - Giuseppe Doria, calciatore italiano († 1937)
- 28 luglio - Antonio Girardi, calciatore italiano
- 28 luglio - John Charles McQuaid, arcivescovo cattolico irlandese († 1973)
- 29 luglio - Mary Alice Gascoyne-Cecil, nobile inglese († 1988)
- 29 luglio - Antonietta Raphaël, pittrice e scultrice lituana († 1975)
- 29 luglio - Eriberto Scarlino, compositore, pianista e insegnante italiano († 1962)
- 30 luglio - Augustin Guillaume, generale francese († 1983)
- 30 luglio - Wanda Hawley, attrice statunitense († 1963)
- 30 luglio - Bruno Margarucci Riccini, militare italiano († 1969)
- 31 luglio - André Derrien, velista francese († 1994)
- 31 luglio - James Flood, regista statunitense († 1953)

## Agosto(96)
- 1º agosto - John Frederick Boyce Combe, generale britannico († 1967)
- 1º agosto - Vettese Guerino, fisarmonicista francese († 1952)
- 1º agosto - Giovanni Manurita, tenore e attore italiano († 1984)
- 2 agosto - Angelo Bevilacqua, operaio e partigiano italiano († 1944)
- 2 agosto - Michele Bianco, politico e avvocato italiano († 1981)
- 2 agosto - Anacleto Margotti, pittore e critico d'arte italiano († 1984)
- 2 agosto - Antonio Monni, avvocato e politico italiano († 1979)
- 2 agosto - Viktor Sulčič, architetto sloveno († 1973)
- 2 agosto - Einar Wilhelms, calciatore norvegese († 1978)
- 3 agosto - Mario Actis Perinetti, politico italiano († 1988)
- 4 agosto - Line Marsa, cantante francese († 1945)
- 4 agosto - André Basset, orientalista e linguista francese († 1956)
- 4 agosto - Glauco Nulli, militare e calciatore italiano († 1917)
- 5 agosto - Tiger Flowers, pugile statunitense († 1927)
- 5 agosto - Vieri Nannetti, artista, scrittore e pittore italiano († 1957)
- 6 agosto - Shote Galica, condottiera, patriota e rivoluzionaria albanese († 1927)
- 6 agosto - Ernesto Lecuona, pianista e compositore cubano († 1963)
- 6 agosto - Sante Vincenzi, partigiano italiano († 1945)
- 7 agosto - Augusto Liverani, politico italiano († 1945)
- 7 agosto - Lucio Ridenti, attore e giornalista italiano († 1973)
- 8 agosto - Aimé Giral, rugbista a 15 francese († 1915)
- 8 agosto - Jean Navarre, militare e aviatore francese († 1919)
- 8 agosto - Vittorio Zorzoli, calciatore italiano († 1962)
- 8 agosto - Bruno de Solages, presbitero francese († 1983)
- 9 agosto - Hellmuth Heye, ammiraglio tedesco († 1970)
- 9 agosto - Ralph Graf von Oriola, generale tedesco († 1970)
- 9 agosto - Nat Pendleton, lottatore e attore statunitense († 1967)
- 9 agosto - Franz Schafheitlin, attore tedesco († 1980)
- 9 agosto - Yuriy Voronoy, chirurgo ucraino († 1961)
- 10 agosto - Eugenio Mosso, calciatore argentino († 1961)
- 10 agosto - Marcel Vertes, pittore, scenografo e costumista francese († 1961)
- 11 agosto - Friedrich Forster, attore, regista e drammaturgo tedesco († 1958)
- 11 agosto - Luigi Carmona, chirurgo e critico letterario italiano († 1984)
- 11 agosto - Ugo Coccia, politico, giornalista e antifascista italiano († 1932)
- 11 agosto - Teddy Kriegk, allenatore di pallacanestro francese († 1980)
- 11 agosto - Egon Pearson, statistico britannico († 1980)
- 12 agosto - Jaroslav Šifer, calciatore jugoslavo († 1982)
- 13 agosto - István Barta, pallanuotista ungherese († 1948)
- 13 agosto - Robert Burton, attore statunitense († 1962)
- 13 agosto - Mary Duncan, attrice statunitense († 1993)
- 13 agosto - Gluck, pittrice britannica († 1978)
- 13 agosto - Bert Lahr, attore statunitense († 1967)
- 13 agosto - Sam Taylor, regista, sceneggiatore e produttore cinematografico statunitense († 1958)
- 14 agosto - Alessandro De Gaglia, politico e avvocato italiano († 1972)
- 14 agosto - Nikolaj Grigor'ev, scacchista e compositore di scacchi russo († 1938)
- 14 agosto - Julius Schlegel, militare e politico austriaco († 1958)
- 15 agosto - Giuseppe Cangialosi, militare italiano († 1916)
- 15 agosto - Dino Vannucci, medico italiano († 1937)
- 16 agosto - Albert Cohen, scrittore svizzero († 1981)
- 16 agosto - W. Howard Greene, direttore della fotografia statunitense († 1956)
- 16 agosto - Liane Haid, attrice austriaca († 2000)
- 16 agosto - Lucien Littlefield, attore statunitense († 1960)
- 17 agosto - Guido Buffarini Guidi, politico italiano († 1945)
- 17 agosto - Johannes Kleiman, olandese († 1959)
- 17 agosto - António Ferro, scrittore, politico e giornalista portoghese († 1956)
- 18 agosto - Jean Janssens, ciclista su strada belga
- 18 agosto - Julijans Vaivods, cardinale e vescovo cattolico lettone († 1990)
- 19 agosto - Arnolt Bronnen, drammaturgo e regista austriaco († 1959)
- 19 agosto - François Demol, allenatore di calcio e calciatore belga († 1966)
- 19 agosto - Henk Vermetten, calciatore olandese († 1964)
- 20 agosto - Giuseppe Lecchi, liutaio italiano († 1967)
- 20 agosto - Käthe Leichter, economista, attivista e politica austriaca († 1942)
- 21 agosto - Carlo Canavari, storico, scrittore e incisore italiano († 1981)
- 21 agosto - Camillo Oblach, violoncellista italiano († 1954)
- 21 agosto - Blossom Rock, attrice statunitense († 1978)
- 22 agosto - László Almásy, esploratore, aviatore e militare ungherese († 1951)
- 22 agosto - Stefano Lanza Filingeri, nobile e politico italiano († 1968)
- 22 agosto - Alois Stoeckl, militare tedesco († 1940)
- 23 agosto - Jean Bergeret, generale e politico francese († 1956)
- 23 agosto - David Dodd, economista e imprenditore statunitense († 1988)
- 24 agosto - Paulo de Tarso Campos, arcivescovo cattolico brasiliano († 1970)
- 24 agosto - Richard James Cushing, cardinale statunitense († 1970)
- 24 agosto - Abdul Rahman di Negeri Sembilan, sovrano malese († 1960)
- 24 agosto - Victor Halperin, regista, sceneggiatore e produttore cinematografico statunitense († 1983)
- 24 agosto - Morris Kharasch, chimico ucraino († 1957)
- 24 agosto - Guido Masiero, ufficiale e aviatore italiano († 1942)
- 24 agosto - Luigi Morelli, politico e sindacalista italiano († 1954)
- 25 agosto - Cooper Harold Langford, filosofo e logico statunitense († 1964)
- 26 agosto - Umberto Albini, politico e prefetto italiano († 1973)
- 26 agosto - Kurt Caesar Hoffmann, ammiraglio tedesco († 1988)
- 26 agosto - Jerzy Kuryłowicz, linguista polacco († 1978)
- 26 agosto - Heinrich Paal, calciatore estone († 1942)
- 26 agosto - Harald Paulsen, attore e regista tedesco († 1954)
- 27 agosto - Andreas Alföldi, storico, numismatico e epigrafista ungherese († 1981)
- 28 agosto - Italo Defendi, calciatore e allenatore di calcio italiano († 1979)
- 28 agosto - Matteo Rescigno, politico italiano († 1981)
- 28 agosto - Giuditta Rissone, attrice italiana († 1977)
- 29 agosto - Carlo Bigatto, calciatore e allenatore di calcio italiano († 1942)
- 29 agosto - Lucy Cotton, attrice statunitense († 1948)
- 30 agosto - Giorgio Liuzzi, generale italiano († 1983)
- 30 agosto - Arthur Rankin, attore statunitense († 1947)
- 30 agosto - Károly Zsák, calciatore ungherese († 1944)
- 31 agosto - Peter H. Ruvolo, avvocato e politico statunitense († 1943)
- 31 agosto - Dezső Kőszegi, allenatore di calcio e calciatore ungherese († 1951)
- 31 agosto - Pietro Montani, pianista e compositore italiano († 1967)
- 31 agosto - Ben Verweij, calciatore olandese († 1951)

## Settembre(111)
- 1º settembre - Hertha Sponer, fisica tedesca († 1968)
- 1º settembre - Engelbert Zaschka, ingegnere tedesco († 1955)
- 2 settembre - Guido Bernardi, politico italiano († 1972)
- 2 settembre - Genja Jonas, fotografa tedesca († 1938)
- 2 settembre - Hermann von Wissmann, geografo e esploratore austriaco († 1979)
- 3 settembre - Giuseppe Bottai, politico, militare e giornalista italiano († 1959)
- 3 settembre - Alfonso Rojo de la Vega, allenatore di pallacanestro, allenatore di calcio e dirigente sportivo messicano († 1967)
- 4 settembre - Xiang Jingyu, politica e attivista cinese († 1928)
- 6 settembre - Rosa Rolanda, pittrice, fotografa e ballerina statunitense († 1970)
- 6 settembre - Walter Dornberger, militare tedesco († 1980)
- 6 settembre - Giuseppe Gorla, politico italiano († 1970)
- 6 settembre - Adolf Trotz, regista e sceneggiatore tedesco
- 7 settembre - Giuseppe Bernardoni, ostacolista e velocista italiano († 1942)
- 7 settembre - Brian Horrocks, generale britannico († 1985)
- 7 settembre - Jacques Vaché, scrittore francese († 1919)
- 8 settembre - Sara García, attrice messicana († 1980)
- 8 settembre - Ivan Granec, calciatore croato († 1923)
- 8 settembre - Seth Hoffman, pittore, incisore e insegnante statunitense († 1948)
- 8 settembre - Gabriel Rosca, regista, attore e sceneggiatore francese († 1943)
- 10 settembre - Augusto Agostini, generale e agronomo italiano († 1955)
- 10 settembre - Enrico Garau, carabiniere italiano († 1916)
- 10 settembre - Melville Jean Herskovits, antropologo e storico statunitense († 1963)
- 10 settembre - George Kelly, giocatore di baseball statunitense († 1984)
- 11 settembre - Vinoba Bhave, filosofo, attivista e scrittore indiano († 1982)
- 11 settembre - Nur Ali Elahi, musicista, filosofo e giurista iraniano († 1974)
- 12 settembre - Ernesto Bonavoglia, militare e aviatore italiano († 1963)
- 12 settembre - Maggiorino Gramaglia, fotografo italiano († 1971)
- 12 settembre - Yngve Holm, velista svedese († 1943)
- 12 settembre - Alice Lake, attrice statunitense († 1967)
- 12 settembre - Ermes Midena, architetto italiano († 1972)
- 12 settembre - Argo Secondari, politico, anarchico e antifascista italiano († 1942)
- 13 settembre - Publio Cortini, imprenditore e ingegnere italiano († 1969)
- 13 settembre - Morris Kirksey, velocista e rugbista a 15 statunitense († 1981)
- 13 settembre - Alfonso Leonetti, politico italiano († 1984)
- 13 settembre - Ruth McDevitt, attrice statunitense († 1976)
- 13 settembre - Bernard Warburton-Lee, militare britannico († 1940)
- 14 settembre - Wei Wu Wei, regista, direttore teatrale e filosofo inglese († 1986)
- 14 settembre - Ruth Lee, attrice statunitense († 1975)
- 14 settembre - José Mojica, francescano, attore e tenore messicano († 1974)
- 14 settembre - Leonardo Motzo, generale italiano († 1971)
- 14 settembre - Alfred Santell, regista, sceneggiatore e produttore cinematografico statunitense († 1981)
- 15 settembre - Umberto Gelmetti, politico italiano († 1956)
- 15 settembre - Natale Loiacono, calciatore italiano († 1962)
- 15 settembre - Magda Lupescu, rumena († 1977)
- 15 settembre - Pietro Ravetti, calciatore italiano († 1981)
- 16 settembre - Charles Bidwill, dirigente sportivo statunitense († 1947)
- 16 settembre - Francesco Granata, giornalista, saggista e critico letterario italiano († 1984)
- 16 settembre - Umberto Nistri, aviatore, militare e imprenditore italiano († 1962)
- 16 settembre - Karol Rathaus, compositore e docente austriaco († 1954)
- 17 settembre - Margherita di Danimarca, principessa danese († 1992)
- 17 settembre - Bob Fullam, calciatore e allenatore di calcio irlandese († 1971)
- 17 settembre - Ângelo Gammaro, nuotatore, pallanuotista e canottiere brasiliano († 1977)
- 17 settembre - Edward E. Paramore Jr., sceneggiatore statunitense († 1956)
- 17 settembre - Rudolf Rupec, calciatore austriaco († 1983)
- 17 settembre - Hans Sohnle, direttore artistico tedesco († 1976)
- 18 settembre - Krikor Bedros XV Aghagianian, cardinale e patriarca cattolico armeno († 1971)
- 18 settembre - Jean Batmale, allenatore di calcio e calciatore francese († 1973)
- 18 settembre - John Diefenbaker, politico canadese († 1979)
- 18 settembre - Digvijaysinhji Ranjitsinhji, principe, politico e crickettista indiano († 1966)
- 18 settembre - Arturo Gallea, direttore della fotografia italiano († 1959)
- 18 settembre - Tomoji Tanabe, supercentenario giapponese († 2009)
- 18 settembre - Robert Zander, calciatore svedese († 1966)
- 19 settembre - Furlanetto, attore italiano († 1969)
- 19 settembre - Salvatore Gaetani, storico, filologo e filosofo italiano († 1964)
- 19 settembre - Albert Hersoy, ginnasta francese († 1979)
- 19 settembre - Gino Tommasi, ingegnere e partigiano italiano († 1945)
- 20 settembre - Lamberto Gerani, militare italiano († 1965)
- 20 settembre - Paul Howard, sassofonista e clarinettista statunitense († 1980)
- 20 settembre - Vilém Loos, hockeista su ghiaccio e calciatore ceco († 1942)
- 20 settembre - Tommy Lucas, calciatore inglese († 1953)
- 20 settembre - Karel Pešek, calciatore e hockeista su ghiaccio cecoslovacco († 1970)
- 20 settembre - Luigi Pirovano, calciatore italiano († 1923)
- 21 settembre - Tullio Carminati, attore italiano († 1971)
- 21 settembre - Paolo Peli, militare italiano († 1917)
- 21 settembre - Juan de la Cierva, ingegnere, inventore e aviatore spagnolo († 1936)
- 22 settembre - Elmer Austin Benson, politico statunitense († 1985)
- 22 settembre - Karl Ludwig Felix Machatschki, mineralogista austriaco († 1970)
- 22 settembre - Paul Muni, attore statunitense († 1967)
- 22 settembre - Giuseppe Paris, ginnasta italiano († 1968)
- 22 settembre - Avni Rustemi, politico, patriota e militare albanese († 1924)
- 23 settembre - Lino Aguirre García, vescovo cattolico messicano († 1975)
- 23 settembre - Umberto Calosso, giornalista e politico italiano († 1959)
- 23 settembre - Julian Scherner, generale tedesco († 1945)
- 23 settembre - Raffaele Tarantini, militare italiano († 1936)
- 23 settembre - Marjorie Whitaker, scrittrice inglese († 1976)
- 24 settembre - Ottavio Boglietti, calciatore argentino († 1955)
- 24 settembre - Romolo Boglietti, calciatore argentino († 1955)
- 24 settembre - André Frédéric Cournand, medico francese († 1988)
- 24 settembre - Riccardo Walter, politico e partigiano italiano († 1980)
- 24 settembre - Galvano della Volpe, nobile italiano († 1968)
- 25 settembre - André Chéron, scacchista e compositore di scacchi francese († 1980)
- 25 settembre - Friedrich-Wilhelm Deutsch, generale tedesco († 1945)
- 25 settembre - Philip Hicks, militare britannico († 1967)
- 25 settembre - Adelaide Saraceni, soprano argentino († 1995)
- 25 settembre - Victor Saville, regista, sceneggiatore e produttore cinematografico britannico († 1979)
- 26 settembre - Luigi Carmagnola, sindacalista e politico italiano († 1974)
- 26 settembre - Oskar Dirlewanger, generale e criminale di guerra tedesco († 1945)
- 26 settembre - Jürgen Stroop, generale tedesco († 1952)
- 27 settembre - Alex Hunter, calciatore scozzese († 1984)
- 27 settembre - Enrico Paresce, politico italiano († 1987)
- 28 settembre - Riccardo Battistoni, calciatore italiano († 1956)
- 28 settembre - Stefano Ferrando, missionario e arcivescovo cattolico italiano († 1978)
- 28 settembre - Wallace Harrison, architetto statunitense († 1981)
- 28 settembre - Melville Shyer, regista, sceneggiatore e produttore cinematografico statunitense († 1968)
- 29 settembre - Harold Hotelling, statistico statunitense († 1973)
- 29 settembre - Joseph Rhine, parapsicologo statunitense († 1980)
- 29 settembre - Friedrich Karl Topp, ammiraglio tedesco († 1981)
- 30 settembre - Lewis Milestone, regista, sceneggiatore e produttore cinematografico russo († 1980)
- 30 settembre - Hari Singh, principe indiano († 1961)
- 30 settembre - Valda Valkyrien, ballerina e attrice danese († 1956)
- 30 settembre - Aleksandr Michajlovič Vasilevskij, generale e politico sovietico († 1977)

## Ottobre(109)
- 1º ottobre - Sylvia Lance Harper, tennista australiana († 1982)
- 1º ottobre - Daphne Mayo, scultrice australiana († 1982)
- 2 ottobre - Marceau Pivert, sindacalista, giornalista e politico francese († 1958)
- 2 ottobre - Ezio Taddei, anarchico e scrittore italiano († 1956)
- 3 ottobre - Julius Arigi, aviatore austro-ungarico († 1981)
- 3 ottobre - Giovanni Comisso, scrittore e viaggiatore italiano († 1969)
- 3 ottobre - Sergej Aleksandrovič Esenin, poeta russo († 1925)
- 3 ottobre - Roman Ghirshman, archeologo e iranista francese († 1979)
- 3 ottobre - Vittorio Zucca, velocista e calciatore italiano († 1943)
- 4 ottobre - Giovanni Brunero, ciclista su strada italiano († 1934)
- 4 ottobre - Buster Keaton, attore, comico e regista statunitense († 1966)
- 4 ottobre - Richard Sorge, giornalista tedesco († 1944)
- 4 ottobre - Milton Waldman, curatore editoriale statunitense († 1976)
- 4 ottobre - Herbert van Blarcom Acker, pittore statunitense († 1977)
- 5 ottobre - Walter Bedell Smith, generale statunitense († 1961)
- 5 ottobre - Edith Ewing Bouvier Beale, socialite statunitense († 1977)
- 5 ottobre - Väinö Ikonen, lottatore finlandese († 1954)
- 5 ottobre - Svea Norén, pattinatrice artistica su ghiaccio svedese († 1985)
- 5 ottobre - Bevil Rudd, velocista e mezzofondista sudafricano († 1948)
- 5 ottobre - Antonio Sacconi, scacchista e compositore di scacchi italiano († 1968)
- 6 ottobre - Nando Bruno, attore italiano († 1963)
- 6 ottobre - William Petersson, lunghista e velocista svedese († 1965)
- 6 ottobre - Herbert Shelton, saggista, attivista e pacifista statunitense († 1985)
- 6 ottobre - Benjamin Stoloff, regista e produttore cinematografico statunitense († 1960)
- 7 ottobre - Ferdinand Čatloš, generale e politico slovacco († 1972)
- 7 ottobre - René Hubert, costumista svizzero († 1976)
- 7 ottobre - Adolfo Rivoir, generale italiano († 1973)
- 7 ottobre - Karl Sudrich, schermidore austriaco († 1944)
- 8 ottobre - Bill Cook, hockeista su ghiaccio canadese († 1986)
- 8 ottobre - Hazel Daly, attrice statunitense († 1987)
- 8 ottobre - Juan Domingo Perón, generale e politico argentino († 1974)
- 8 ottobre - Zog I di Albania, politico e militare albanese († 1961)
- 9 ottobre - Ivan Stepanovič Jumašev, ammiraglio e politico sovietico († 1972)
- 9 ottobre - Michele Morsero, militare e prefetto italiano († 1945)
- 10 ottobre - Victor Eyles, geologo e storico britannico († 1978)
- 10 ottobre - Cemal Gürsel, generale turco († 1966)
- 10 ottobre - Lin Yutang, scrittore, traduttore e saggista cinese († 1976)
- 10 ottobre - Alfred Neuland, sollevatore estone († 1966)
- 10 ottobre - Wolfram von Richthofen, generale tedesco († 1945)
- 11 ottobre - Howard Cann, cestista, giocatore di football americano e pesista statunitense († 1992)
- 11 ottobre - Torquato Cardelli, militare italiano († 1916)
- 11 ottobre - Alberto Cecchi, giornalista e commediografo italiano († 1933)
- 12 ottobre - Antonio Drammis dei Drammis, militare e aviatore italiano († 1936)
- 12 ottobre - Tommaso Leccisotti, presbitero, storico e archivista italiano († 1982)
- 13 ottobre - Giorgio Alberto Chiurco, medico e patologo italiano († 1975)
- 13 ottobre - Giorgio Piccardi, chimico italiano († 1972)
- 13 ottobre - Giuseppe Ravegnani, scrittore, critico letterario e giornalista italiano († 1964)
- 13 ottobre - Kurt Schumacher, politico tedesco († 1952)
- 13 ottobre - Robert Heinrich Wagner, politico e militare tedesco († 1946)
- 13 ottobre - Carl Westergren, lottatore svedese († 1958)
- 14 ottobre - Callista di Lippe, tedesca († 1982)
- 15 ottobre - Karl Brand, scrittore, poeta e giornalista ceco († 1918)
- 15 ottobre - Alfred Neumann, scrittore, drammaturgo e poeta tedesco († 1952)
- 15 ottobre - Alberto Rossi Longhi, diplomatico italiano († 1979)
- 16 ottobre - Max Koegel, militare e criminale di guerra tedesco († 1946)
- 17 ottobre - Doris Humphrey, danzatrice statunitense († 1958)
- 17 ottobre - Miguel Ydígoras Fuentes, generale e politico guatemalteco († 1982)
- 18 ottobre - Tony Conroy, hockeista su ghiaccio statunitense († 1978)
- 18 ottobre - Oskar Tietz, ciclista su strada e pistard tedesco († 1975)
- 19 ottobre - Natale Gorini, politico italiano († 1978)
- 19 ottobre - Mat, illustratore e fumettista francese († 1982)
- 19 ottobre - Lewis Mumford, urbanista e sociologo statunitense († 1990)
- 20 ottobre - Hans Reidar Holtermann, generale norvegese († 1966)
- 20 ottobre - Rex Ingram, attore statunitense († 1969)
- 20 ottobre - Gaston Leval, anarchico francese († 1978)
- 20 ottobre - Aldo Neppi Modona, archeologo italiano († 1985)
- 20 ottobre - Morrie Ryskind, drammaturgo, paroliere e sceneggiatore statunitense († 1985)
- 20 ottobre - William Wurster, architetto statunitense († 1973)
- 21 ottobre - Claudio Casanova, calciatore italiano († 1916)
- 21 ottobre - Paavo Johansson, giavellottista e multiplista finlandese († 1983)
- 21 ottobre - Salvador Montes de Oca, vescovo cattolico venezuelano († 1944)
- 21 ottobre - Edna Purviance, attrice statunitense († 1958)
- 21 ottobre - Guido Taramelli, militare e aviatore italiano († 1919)
- 22 ottobre - John Beckman, cestista statunitense († 1968)
- 22 ottobre - Rolf Nevanlinna, matematico finlandese († 1980)
- 23 ottobre - Elizabeth Knowlton, alpinista e scrittrice statunitense († 1989)
- 23 ottobre - Hans Ferdinand Mayer, matematico e fisico tedesco († 1980)
- 23 ottobre - Giovanni Battista Meneghini, imprenditore italiano († 1981)
- 24 ottobre - Pierre de Polignac, duca († 1964)
- 25 ottobre - Luciano De Nardis, poeta e letterato italiano († 1959)
- 25 ottobre - Giuseppe Di Rorai, militare italiano († 1923)
- 25 ottobre - Levi Eshkol, politico ucraino († 1969)
- 25 ottobre - Francis Rennell Rodd, generale e esploratore britannico († 1978)
- 25 ottobre - Arthur Schmidt, generale tedesco († 1987)
- 25 ottobre - Giuseppe Sessa, cestista, rugbista a 15 e calciatore italiano († 1985)
- 26 ottobre - Sonny Greer, batterista statunitense († 1982)
- 26 ottobre - Max Hermann Maxy, pittore e scenografo rumeno († 1971)
- 26 ottobre - Guglielmo Jannelli, poeta e letterato italiano († 1950)
- 27 ottobre - Comasco Comaschi, anarchico italiano († 1922)
- 27 ottobre - Ivo Oliveti, politico, aviatore e militare italiano († 1936)
- 27 ottobre - Charun Rattanakun Seriroengrit, generale, politico e funzionario thailandese († 1983)
- 28 ottobre - John Boles, attore e cantante statunitense († 1969)
- 28 ottobre - Giuseppe Moreali, medico e scrittore italiano († 1980)
- 29 ottobre - Vladimir Laš, calciatore russo († 1947)
- 30 ottobre - Andrej Andreevič Andreev, rivoluzionario, politico e sindacalista sovietico († 1971)
- 30 ottobre - Marcelle Barbey-Gampert, botanica, geologa e climatologa svizzera († 1987)
- 30 ottobre - Gerhard Domagk, medico e biochimico tedesco († 1964)
- 30 ottobre - Maria Kuncewiczowa, scrittrice polacca († 1989)
- 30 ottobre - Raul de Leoni, poeta, scrittore e politico brasiliano († 1926)
- 30 ottobre - Francisco Pagazaurtundúa, allenatore di calcio e calciatore spagnolo († 1958)
- 30 ottobre - Stefano Pucci, aviatore e politico italiano († 1955)
- 30 ottobre - Dickinson Richards, medico e fisiologo statunitense († 1973)
- 30 ottobre - Mauro Scoccimarro, politico e partigiano italiano († 1972)
- 30 ottobre - Mario Tozzi, pittore italiano († 1979)
- 31 ottobre - Francesco Andriani, avvocato e politico italiano († 1971)
- 31 ottobre - Les Darcy, pugile australiano († 1917)
- 31 ottobre - Vittorio Formentano, medico italiano († 1977)
- 31 ottobre - Basil Liddell Hart, storico, militare e giornalista britannico († 1970)
- 31 ottobre - Angelo Zamboni, pittore italiano († 1939)

## Novembre(98)
- 1º novembre - Francesco Maria Barracu, politico e militare italiano († 1945)
- 1º novembre - Joe Blewitt, mezzofondista e siepista britannico († 1954)
- 1º novembre - David Jones, poeta e pittore britannico († 1974)
- 1º novembre - Enrico Sannazzari, calciatore italiano († 1975)
- 1º novembre - Leonhard Seiderer, allenatore di calcio e calciatore tedesco († 1940)
- 2 novembre - Olof Vilhelm Arrhenius, biochimico e naturalista svedese († 1977)
- 2 novembre - Giacomo Etna, scrittore, giornalista e saggista italiano († 1963)
- 3 novembre - Ėduard Georgievič Bagrickij, poeta sovietico († 1934)
- 3 novembre - Alfredo Corrias, avvocato e politico italiano († 1985)
- 3 novembre - A. G. Macdonell, scrittore scozzese († 1941)
- 4 novembre - Jack King, animatore e regista statunitense († 1958)
- 4 novembre - Ettore Reynaudi, calciatore italiano († 1968)
- 4 novembre - Ben Sharpsteen, regista e produttore cinematografico statunitense († 1980)
- 5 novembre - Abramo Allione, produttore discografico, editore e compositore italiano († 1982)
- 5 novembre - Andrea Baldi, militare italiano († 1936)
- 5 novembre - Gé Bohlander, pallanuotista olandese († 1940)
- 5 novembre - Walter Gieseking, pianista e compositore francese († 1956)
- 5 novembre - Guido Leto, poliziotto italiano († 1956)
- 5 novembre - Charles MacArthur, drammaturgo, regista e sceneggiatore statunitense († 1956)
- 5 novembre - Boris Souvarine, politico, saggista e giornalista francese († 1984)
- 7 novembre - Evgen Betetto, calciatore, scrittore e partigiano sloveno († 1945)
- 7 novembre - José Laguna, allenatore di calcio e calciatore argentino († 1965)
- 7 novembre - Vsevolod Nikolaevič Merkulov, generale e funzionario sovietico († 1953)
- 7 novembre - Luigi Pianetti, calciatore italiano
- 7 novembre - Luigi Ridolfi Vay da Verrazzano, politico, imprenditore e dirigente sportivo italiano († 1958)
- 8 novembre - Paul Nelson, architetto francese († 1979)
- 8 novembre - Michelangelo Pappalardi, politico italiano († 1940)
- 9 novembre - Anthony Carfano, mafioso italiano († 1959)
- 10 novembre - Eric Carruthers, hockeista su ghiaccio britannico († 1931)
- 10 novembre - Jack Northrop, imprenditore statunitense († 1981)
- 10 novembre - Constantin Pârvulescu, politico rumeno († 1992)
- 10 novembre - Wilhelm Rønning, calciatore norvegese († 1983)
- 10 novembre - Florencio Sarasíbar, calciatore argentino († 1972)
- 10 novembre - Henri Seyrig, archeologo, numismatico e storico francese († 1973)
- 11 novembre - Antonio Antonucci, giornalista italiano († 1975)
- 11 novembre - Giovanni Ingrao, militare e marinaio italiano († 1940)
- 12 novembre - Manuel Alonso, tennista spagnolo († 1984)
- 12 novembre - Stefanino Curti, militare italiano († 1917)
- 12 novembre - Fridtjof Resberg, calciatore norvegese († 1983)
- 13 novembre - Edward Buzzell, regista statunitense († 1985)
- 13 novembre - Jan de Natris, calciatore olandese († 1972)
- 14 novembre - Walter Jackson Freeman II, medico e neurologo statunitense († 1972)
- 14 novembre - Louise Huff, attrice statunitense († 1973)
- 15 novembre - Olga Averino, soprano e docente russo († 1989)
- 15 novembre - Jean Caudron, calciatore belga († 1963)
- 15 novembre - Ol'ga Nikolaevna Romanova, nobile e santa russa († 1918)
- 15 novembre - Mauritz Sandberg, calciatore svedese († 1981)
- 16 novembre - Paul Hindemith, compositore, violista e direttore d'orchestra tedesco († 1963)
- 16 novembre - Alvaro Leonardi, ufficiale e aviatore italiano († 1955)
- 16 novembre - Harry Mitchell, pugile britannico († 1983)
- 17 novembre - Michail Michajlovič Bachtin, filosofo e critico letterario russo († 1975)
- 17 novembre - Joseph Fall, militare e aviatore canadese († 1988)
- 17 novembre - Kiril di Bulgaria, principe bulgaro († 1945)
- 17 novembre - Paride Pozzi, architetto italiano († 1981)
- 17 novembre - Carlo Scaglia, militare italiano († 1943)
- 17 novembre - Michail Stepanovič Šumilov, generale sovietico († 1975)
- 19 novembre - Yakima Canutt, attore e stuntman statunitense († 1986)
- 19 novembre - June Caprice, attrice statunitense († 1936)
- 19 novembre - Louise Dahl-Wolfe, fotografa statunitense († 1989)
- 19 novembre - Pierre Gaxotte, giornalista e storico francese († 1982)
- 19 novembre - Louis Golding, scrittore e sceneggiatore britannico († 1958)
- 19 novembre - Evert van Linge, calciatore e architetto olandese († 1964)
- 20 novembre - Augusta Bertha Wagner, scrittrice, educatrice e missionaria statunitense († 1976)
- 20 novembre - Pierre Cot, politico francese († 1977)
- 20 novembre - Dong Shouyi, allenatore di pallacanestro cinese († 1978)
- 20 novembre - Antonio Milani, militare e marinaio italiano († 1982)
- 20 novembre - Mario Zargani, musicista, violista e violinista italiano († 1951)
- 21 novembre - Marcel Brion, scrittore, critico letterario e storico dell'arte francese († 1984)
- 21 novembre - William Gerhardie, scrittore e drammaturgo inglese († 1977)
- 21 novembre - Josef Mattauch, chimico austriaco († 1976)
- 21 novembre - Ranieri d'Asburgo-Lorena, nobile († 1930)
- 22 novembre - Angelo Pozzi, arbitro di calcio e dirigente sportivo italiano († 1968)
- 23 novembre - Stephen Roberts, regista e sceneggiatore statunitense († 1936)
- 24 novembre - Vincenzo Calace, politico e antifascista italiano († 1965)
- 24 novembre - Heinrich Eberbach, generale tedesco († 1992)
- 24 novembre - Nino Rossi, pianista e compositore italiano († 1952)
- 25 novembre - Adrienne Bolland, aviatrice francese († 1975)
- 25 novembre - Wilhelm Kempff, pianista, organista e compositore tedesco († 1991)
- 25 novembre - Bertil Lindblad, astronomo svedese († 1965)
- 25 novembre - Carlo Mazzantini, filosofo italiano († 1971)
- 25 novembre - Anastas Ivanovič Mikojan, politico sovietico († 1978)
- 25 novembre - Ludvík Svoboda, generale e politico cecoslovacco († 1979)
- 25 novembre - Wilmas Wilhelm, allenatore di calcio e calciatore ungherese († 1962)
- 26 novembre - Bill W., attivista statunitense († 1971)
- 27 novembre - Arthur Chandler, calciatore inglese († 1984)
- 27 novembre - Adolfo Franci, sceneggiatore e critico cinematografico italiano († 1954)
- 28 novembre - Giovanni Ansaldo, giornalista e scrittore italiano († 1969)
- 28 novembre - Raoul Årmann, schermidore svedese († 1975)
- 28 novembre - José Iturbi, pianista, clavicembalista e direttore d'orchestra spagnolo († 1980)
- 28 novembre - Giovanni Maltese, militare italiano († 1943)
- 28 novembre - Antonio Panella, militare italiano († 1917)
- 28 novembre - Vincenzo Tieri, giornalista, commediografo e politico italiano († 1970)
- 29 novembre - Busby Berkeley, regista, coreografo e attore statunitense († 1976)
- 29 novembre - Novenio Bucchi, militare italiano († 1964)
- 29 novembre - Lodovico Rocca, compositore italiano († 1986)
- 29 novembre - William Tubman, politico liberiano († 1971)
- 30 novembre - Johann Nepomuk David, compositore austriaco († 1977)
- 30 novembre - Vincenzo Bonaventura Medori, vescovo cattolico italiano († 1950)

## Dicembre(104)
- 1º dicembre - Fedele Piras, militare italiano († 1971)
- 1º dicembre - Eurith D. Rivers, politico statunitense († 1967)
- 1º dicembre - Blas Taracena Aguirre, archeologo spagnolo († 1951)
- 1º dicembre - Henry Williamson, scrittore inglese († 1977)
- 1º dicembre - Aribert Wäscher, attore tedesco († 1961)
- 2 dicembre - Otto Brower, regista statunitense († 1946)
- 2 dicembre - Erwin Casmir, schermidore tedesco († 1983)
- 2 dicembre - Harriet Cohen, pianista britannica († 1967)
- 2 dicembre - Cándido García, calciatore argentino († 1971)
- 3 dicembre - Anna Freud, psicoanalista austriaca († 1982)
- 4 dicembre - Giuseppe Colapietro, militare italiano († 1936)
- 4 dicembre - Feng Youlan, filosofo e storico cinese († 1990)
- 4 dicembre - Sándor Gombos, schermidore ungherese († 1968)
- 4 dicembre - Eberhard Rodt, generale tedesco († 1979)
- 6 dicembre - Nicolò Carandini, politico e imprenditore italiano († 1972)
- 6 dicembre - Bayard Taylor Horton, medico statunitense († 1980)
- 6 dicembre - J. D. Unwin, antropologo e etnologo inglese († 1936)
- 6 dicembre - George Webber, mezzofondista britannico († 1950)
- 7 dicembre - Marcel Bucard, politico francese († 1946)
- 7 dicembre - Betty Burbridge, sceneggiatrice e attrice statunitense († 1987)
- 7 dicembre - Karl Flink, allenatore di calcio e calciatore tedesco († 1958)
- 8 dicembre - Erich Buschenhagen, generale tedesco († 1994)
- 8 dicembre - Mario Saggin, politico e partigiano italiano († 1981)
- 8 dicembre - Conchita Supervía, mezzosoprano spagnolo († 1936)
- 9 dicembre - Dolores Ibárruri, politica, attivista e antifascista spagnola († 1989)
- 9 dicembre - Antonio Santin, arcivescovo cattolico italiano († 1981)
- 10 dicembre - Igino Cassi, dirigente sportivo e imprenditore italiano († 1963)
- 10 dicembre - Giovanni Battista Gardoncini, operaio italiano († 1944)
- 10 dicembre - Moyna MacGill, attrice inglese († 1975)
- 10 dicembre - Pasquale Santucci, politico italiano († 1986)
- 11 dicembre - Ruth Fischer, politica e agente segreta tedesca († 1961)
- 12 dicembre - Emile Maurice Joseph Lamy, medico e genetista francese († 1975)
- 12 dicembre - Hans Loritz, generale tedesco († 1946)
- 12 dicembre - Mario Mazza, attore italiano († 1973)
- 12 dicembre - Beattie Ramsay, hockeista su ghiaccio canadese († 1952)
- 13 dicembre - Raffaele Menici, militare e partigiano italiano († 1944)
- 13 dicembre - Lucía Sánchez Saornil, anarchica e poetessa spagnola († 1970)
- 13 dicembre - Gino Talamo, attore, regista e sceneggiatore italiano († 1968)
- 14 dicembre - Vasilij Michajlovič Badanov, generale sovietico († 1971)
- 14 dicembre - Paul Éluard, poeta francese († 1952)
- 14 dicembre - Giorgio VI del Regno Unito, sovrano britannico († 1952)
- 14 dicembre - George F. Hopkinson, generale britannico († 1943)
- 14 dicembre - Marta Minerbi Ottolenghi, docente e scrittrice italiana († 1974)
- 15 dicembre - Beatrice Vitoldi, attrice e diplomatica italiana († 1939)
- 16 dicembre - Martin Luther, diplomatico e politico tedesco († 1945)
- 16 dicembre - Andy Razaf, compositore e poeta statunitense († 1973)
- 16 dicembre - Sandro Sandri, giornalista e scrittore italiano († 1937)
- 17 dicembre - Gordon Goodwin, marciatore britannico († 1984)
- 17 dicembre - Gerald Patterson, tennista australiano († 1967)
- 17 dicembre - Sidney Woodroffe, militare britannico († 1915)
- 18 dicembre - Grigorij Belov, attore sovietico († 1965)
- 18 dicembre - Gaspare Bona, dirigente d'azienda, pilota automobilistico e aviatore italiano († 1940)
- 18 dicembre - Francesco Caggiani, militare italiano († 1916)
- 18 dicembre - Ettore Crovini, politico, antifascista e partigiano italiano († 1977)
- 18 dicembre - Joseph Boakye Danquah, politico, attivista e storico ghanese († 1965)
- 18 dicembre - Ture Hedman, ginnasta svedese († 1950)
- 18 dicembre - Walter Hieber, chimico tedesco († 1976)
- 18 dicembre - Ulisse Igliori, politico, dirigente sportivo e imprenditore italiano († 1966)
- 18 dicembre - William Pleydell-Bouverie, VII conte di Radnor, nobile inglese († 1968)
- 19 dicembre - Walter Fritzsche, calciatore tedesco († 1956)
- 19 dicembre - Miguel Darío Miranda y Gómez, cardinale e arcivescovo cattolico messicano († 1986)
- 19 dicembre - Maurice Roelants, scrittore e poeta belga († 1966)
- 20 dicembre - Celestina Bottego, religiosa statunitense († 1980)
- 20 dicembre - Ciril Kotnik, diplomatico jugoslavo († 1948)
- 20 dicembre - Susanne K. Langer, filosofa statunitense († 1985)
- 22 dicembre - Trude Fleischmann, fotografa statunitense († 1990)
- 22 dicembre - Carlo Alberto Viazzi, militare italiano († 1952)
- 23 dicembre - Adolfo Baiocchi, politico italiano
- 23 dicembre - Adriaan Koonings, allenatore di calcio e calciatore olandese († 1963)
- 23 dicembre - Smilo von Lüttwitz, generale tedesco († 1975)
- 23 dicembre - Walter Schilling, generale tedesco († 1943)
- 23 dicembre - Vincenzo Soffientini, calciatore italiano
- 24 dicembre - Jean-Ghislain Delcuve, missionario e vescovo cattolico belga († 1963)
- 24 dicembre - Giuseppe Firrao, politico italiano († 1950)
- 24 dicembre - Carlo Gualandri, attore italiano († 1972)
- 24 dicembre - Louis Christian Hess, pittore e scultore austriaco († 1944)
- 24 dicembre - Josef Uridil, allenatore di calcio e calciatore austriaco († 1962)
- 24 dicembre - Nikolaus von Vormann, generale tedesco († 1959)
- 26 dicembre - Umberto Carrano, militare italiano († 1937)
- 26 dicembre - Carlo Garbieri, arbitro di calcio, dirigente sportivo e militare italiano († 1941)
- 26 dicembre - Wilhelm Meisl, calciatore, pallanuotista e allenatore di calcio austriaco († 1968)
- 26 dicembre - Giuseppe Trivellini, calciatore italiano († 1977)
- 27 dicembre - Harold Annison, nuotatore e pallanuotista britannico († 1957)
- 27 dicembre - Siegfried Arno, attore tedesco († 1975)
- 27 dicembre - Władysław Frączek, militare polacco († 1969)
- 27 dicembre - Adelchi Serena, politico italiano († 1970)
- 28 dicembre - Werner Junck, generale e aviatore tedesco († 1976)
- 28 dicembre - Renzo Morigi, tiratore a segno italiano († 1962)
- 28 dicembre - Baciccia Scano, pittore italiano († 1980)
- 29 dicembre - Brigitte Herbst, tedesca († 1959)
- 29 dicembre - Jerzy Hryniewski, politico polacco († 1978)
- 29 dicembre - Giovanni Orsomando, compositore e direttore di banda italiano († 1988)
- 29 dicembre - Augusto Persico, maratoneta italiano († 1967)
- 30 dicembre - José Bergamín, scrittore e poeta spagnolo († 1983)
- 30 dicembre - Severino Bolognesi, politico italiano († 1985)
- 30 dicembre - August De Boodt, politico belga († 1986)
- 30 dicembre - Bill Demko, calciatore statunitense († 1957)
- 30 dicembre - L. P. Hartley, scrittore inglese († 1972)
- 30 dicembre - Henry Gage, VI visconte Gage, nobile irlandese († 1982)
- 31 dicembre - Henri Audrain, arcivescovo cattolico francese († 1982)
- 31 dicembre - Ejvind Blach, hockeista su prato danese († 1972)
- 31 dicembre - Mario Giuriati, calciatore e militare italiano († 1916)
- 31 dicembre - Bernhard Gerhard Hilhorst, missionario e vescovo cattolico olandese († 1954)
- 31 dicembre - Amy Jacques Garvey, giornalista e editrice giamaicana († 1973)

## Senza giorno specificato(100)
- Sulaiman Badrul Alam Shah di Terengganu, sovrano malese († 1942)
- Amorim Girão, geografo portoghese († 1960)
- Mario Argento, arbitro di calcio, allenatore di calcio e calciatore italiano
- Gian Battista Bafico, pallanuotista italiano († 1966)
- Marcantonio Bedini, pittore italiano († 1980)
- Ayres Borghi-Zerni, soprano italiano
- Lemuel Boulware, dirigente d'azienda statunitense († 1990)
- Aloisia Brial, regina († 1972)
- Mario Brizzolari, attore italiano
- Dmitrij Buchoveckij, regista cinematografico, sceneggiatore e attore russo († 1932)
- Dick Calkins, fumettista statunitense († 1962)
- Ezio Camuncoli, scrittore e giornalista italiano († 1957)
- Attilio Canzini, aviatore italiano († 1985)
- Luis Abad Carretero, filosofo spagnolo († 1971)
- Aggelikī Chatzīmichalī, saggista greca († 1965)
- Michele Cianciulli, avvocato italiano († 1965)
- Emilio Cirino, militare italiano († 1943)
- Nicola Collarile, aviatore italiano († 1967)
- Mary Corwyn, attrice polacca
- Arbeno d'Attimis, politico e militare italiano († 1981)
- Giulio Da Milano, grafico e pittore italiano († 1991)
- Arocle Datti, stilista italiano († 1982)
- Ernstas Deringas, calciatore lituano († 1965)
- Destin Destine, tiratore a segno haitiano
- Marcelle Dormoy, stilista francese († 1976)
- Ciro Drago, archeologo e politico italiano († 1960)
- Margaret Edwards, attrice statunitense († 1929)
- Henri Essette, micologo francese († 1972)
- Fernand Lorphèvre, calciatore belga
- Cesira Ferrari, soprano italiano
- Paolo Ferraris, calciatore italiano
- Hedley Herbert Finlayson, naturalista australiano († 1991)
- Antonio Fonda Savio, militare, partigiano e imprenditore italiano († 1973)
- Otto Robert Fricke, chimico tedesco († 1950)
- James Germain Février, storico e filologo francese († 1976)
- Gabriele Gabrielli, pittore italiano († 1919)
- Yvonne George, cantante e attrice belga († 1930)
- Han Qichang, artista marziale cinese († 1988)
- Paolo Herbert, bobbista italiano
- Juan Hospital, calciatore argentino († 1956)
- Jotti da Badia Polesine, scrittore e giornalista italiano
- Vladimir Jur'evič Jurenev, regista cinematografico sovietico († 1959)
- Adam Jurgielewicz, vescovo vetero-cattolico polacco († 1959)
- Charles Daly King, psicologo e scrittore statunitense († 1963)
- Sidney Kirkman, generale inglese († 1982)
- Aleksandr Aleksandrovič Konjus, statistico russo († 1990)
- Fritz Kreutzer, calciatore e allenatore di calcio austriaco
- Sofia Kritikou, centenaria greca († 1995)
- Aleksandr Krotov, calciatore russo († 1959)
- Arthur König, astronomo tedesco († 1969)
- Fred Lawrence, giocatore di snooker britannico († 1956)
- Antonio Lezza, giornalista italiano († 1979)
- Egisto Lilli, militare italiano († 1941)
- Alessandro Lingiardi, militare italiano († 1937)
- Rotha Lintorn-Orman, politica britannica († 1935)
- Mercedes Llopart, soprano spagnolo († 1970)
- Ester Lombardo, giornalista e scrittrice italiana († 1982)
- Antoinette Lubaki, artista della Repubblica Democratica del Congo
- Carlo Maria Maggi, politico italiano
- Roberto Mandel, storico e poeta italiano († 1963)
- Pio Marchi, calciatore italiano († 1942)
- Milton Margai, politico sierraleonese († 1964)
- Edmundo Maristany, astronomo argentino († 1983)
- Giovanni Masera, calciatore italiano
- Pacifico Mazzoni, matematico italiano († 1978)
- Carmelo Mendola, scultore italiano († 1976)
- Carlo Milani, politico italiano († 1951)
- Jules Monchanin, presbitero francese († 1957)
- Agostino Montessoro, calciatore e arbitro di calcio italiano
- George Nathan, militare irlandese († 1937)
- Nikolaj Nikitin, allenatore di calcio, calciatore e arbitro di calcio sovietico († 1960)
- Alessandro Passaleva, militare e aviatore italiano († 1941)
- Peljidiin Genden, politico mongolo († 1937)
- Cesare Pezzolo, fisarmonicista italiano († 1959)
- Gertie Potter, attrice inglese
- Giuseppe Preziosi, pittore e architetto italiano († 1973)
- Giulio Raffaele, medico italiano († 1977)
- Gian Piero Restellini, pittore italiano († 1978)
- Michail Alekseevič Romanov, calciatore russo († 1961)
- Mario Manlio Rossi, filosofo e anglista italiano († 1971)
- Aristidīs Rousias, pallanuotista greco
- Ángela Ruiz Robles, scrittrice e inventrice spagnola († 1975)
- Enrico Russo, politico e sindacalista italiano († 1973)
- Ralph Sawyer, fisico statunitense († 1978)
- Hamzah di Perlis, sovrano malese († 1958)
- Arturo Tizzano, calciatore italiano († 1932)
- Arkadij Tjapkin, calciatore russo († 1942)
- Mikes Tsamīs, pallanuotista greco
- Ferdinand Udvardy, aviatore austro-ungarico
- Luigi Maria Ugolini, archeologo italiano († 1936)
- Mario Vellani Marchi, pittore italiano († 1979)
- Pio Viale, militare italiano († 1942)
- Ion Vinea, scrittore e pubblicista rumeno († 1964)
- Raymond Wattine, calciatore francese († 1937)
- Karl Weingärtner, arbitro di calcio tedesco († 1971)
- Jenny Wiegmann Mucchi, scultrice tedesca († 1969)
- Fratelli Wong, regista cinese († 1945)
- Pietro Zanini, architetto italiano († 1990)
- Natalia Zarembina, scrittrice e giornalista polacca († 1973)
- Abd Allah III al-Salim Al Sabah, sovrano kuwaitiano († 1965)